# ФК «Крылья Советов» в сезоне 2022/2023
Сезон 2022/2023 — 79-й сезон «Крыльев Советов», на основании лицензии «РФС I», в том числе:
- 54-й сезон в высшем дивизионе (СССР/Россия);
- 28-й сезон в высшем дивизионе России;
- 18-й сезон в Российской премьер-лиге.

Сезон начался 17 июня, в день когда команда собралась в Москве и оттуда отправилась в Казань на предсезонные сборы.

## События
2022 год
11 июня «Крылья Советов» объявили о сотрудничестве с компанией Wildberries, которая стала техническим партнёром команды.
18 июня команда авиарейсом из Москвы отправилась на свой первый сбор в Казань. На сбор отправились футболисты, которые выступали за команду в прошлом сезоне, а также 5 игроков, которые вернулись в команду из аренд (Великородный, Герчиков, Никитенков, Салтыков, Яворский), 2 игрока молодёжного состава (Тепляков, Тоцкий), и 2 футболиста на просмотре: Даниил Веселов из «Чертаново» и Артур Арустамян из липецкого «Металлурга».
18 июня главный тренер клуба Игорь Осинькин, заключил новый улучшенный трёхлетний контракт с командой, взамен заключённого годом ранее трёхлетнего контракта.
23 июня прошло годовое собрание акционеров ЗАО «ПФК «Крылья Советов», на котором был избран новый состав совета директоров.
25 июня было объявлено, что «Крылья Советов» подписали новые контракты с 7 игроками команды: вратарями Иваном Ломаевым и Богданом Овсянниковым, защитниками Александром Солдатенковым и Юрием Горшковым, полузащитниками Романом Ежовым и Максимом Витюговым, а также с нападающим Дмитрием Цыпченко. На следующий день было объявлено о продлении контрактов ещё с двумя игроками «Крыльев», полузащитниками Денисом Якубой и Сергеем Пиняевым.
В первом тренировочном матче сезона в составе «Крыльев» пробовались защитник Андрей Цорн из «Спарта-КТ» и нападающий Никита Хлусов из «Ленинградца».
4 июля команда собралась на свой второй сбор в Новогорске. На сбор отправились футболисты, которые выступали за команду в прошлом сезоне, а также 3 игрока, которые вернулись в команду из аренд (Великородный, Герчиков, Никитенков), игрок молодёжного состава (Тепляков), и 2 футболиста на просмотре: Хлусов и Арустамян.
15 июля команда представила новую игровую форму и отправилась на матч первого тура РПЛ в Оренбург (~450 км) на двух автобусах, из-за закрытого аэропорта Оренбурга.
Максим Глушенков, летом выкупленный «Крыльями Советов» у «Спартака», оформил дубль в первом же матче нового сезона. Ранее начать чемпионат с двух голов получалось всего у двух футболистов самарской команды, также связанных с красно-белыми, но Глушенков сделал дубль в выездном матче.
| Минуты | Игрок             | Дата          | Матч              | Всего матчей и голов за КС | Примечания |
| ------ | ----------------- | ------------- | ----------------- | -------------------------- | ---------- |
| 7'     | Александр Соболев | 14 июля 2019  | КС—ЦСКА (2:0)     | 47 (21)                    | 51′, 58′   |
| 18'    | Максим Глушенков  | 16 июля 2022  | Оренбург—КС (2:4) | 40 (12)                    | 54′, 72′   |
| 20'    | Андрей Тихонов    | 15 марта 2003 | КС—Ротор (3:0)    | 147 (28)                   | 45′, 65′   |

19 июля во время тренировки перед матчем с «Зенитом» 17-летнему полузащитнику Сергею Пиняеву стало плохо, и он досрочно закончил занятие. В медицинской клинике сделали рентген, который выявил пневмоторакс.
22 июля в матче второго тура «Крылья», в статусе лидера первенства и 243 команды в мировом клубном рейтинге, проиграли в Санкт-Петербурге действующему чемпиону «Зениту» (40), обе команды вышли на матч в футболках в поддержку Пиняева.
«Крылья» объявили о продаже билетов на первый домашний матч против «Торпедо» по цене 8 рублей — акция приурочена к 80-летию клуба и 8 месту прошедшего чемпионата.
7 сентября объявлен расширенный список сборной России, в который включены игроки команды Иван Ломаев, Александр Коваленко, Максим Глушенков и Роман Ежов.
14 сентября кубковый матч против «Зенита» (2:0) команда провела в «звёздных» футболках, а право нанести первый удар в матче предоставлено действующим обладателям Кубка России по баскетболу Джеймсу Эннису и Сергею Базаревичу. Цыпченко забивший первый мяч в матче стал лучшим бомбардиром команды (7 мячей) в розыгрышах Кубка России.
| П.Н. | Игрок               | Итого        | Турнир | Финал | 1/2 | 1/4 | 1/8 | 1/16 | 1/32 | 1/64 | 1/128 |
| ---- | ------------------- | ------------ | ------ | ----- | --- | --- | --- | ---- | ---- | ---- | ----- |
| 1    | Александр Гулевский | Кубок СССР   | 9      | —     | 1   | 2   | 1   | 3    | 2    | —    | —     |
| 2    | Анатолий Казаков    | Кубок СССР   | 9      | —     | 1   | 1   | 1   | 3    | 1    | 1    | 1     |
| 3    | Борис Казаков       | Кубок СССР   | 8      | —     | —   | —   | —   | 2    | 2    | 2    | 2     |
| 4    | Владимир Филиппов   | Кубок СССР   | 7      | —     | —   | 1   | 1   | 3    | 1    | 1    | —     |
| 5    | Дмитрий Цыпченко    | Кубок России | 7      | —     | —   | —   | 1   | 6    | —    | —    | —     |

15 сентября на учебно-тренировочный сбор сборной России и товарищеский матч со сборной Кыргызстана вызваны игроки команды: Ломаев, Коваленко, Глушенков и Ежов.
26 сентября «Международный центр спортивных исследований» (далее – CIES) опубликовал рейтинг клубов по среднему возрасту футболистов выходивших на матчи в сезоне–2021/22. Самая молодая команда РПЛ — «Крылья Советов». Средний возраст игроков самарского клуба составил 23,72 года. В мировом рейтинге команда расположена на 12 месте между клубами  «Серкль Брюгге» (23,68) и  «Сулия» (23,74).
20 октября Правительство Самарской области поставило перед клубом задачу завершить чемпионат России в восьмёрке сильнейших — сообщил заместитель председателя правительства Александр Фетисов.
30 октября на матч с «Пари Нижний Новгород» игроки «Крыльев» вышли в футболках с портретами главных тренеров клуба за всю историю. Акция приурочена ко дню Тренера. По итогу матча: «Крылья» стали второй командой в истории чемпионата России, которая уступала после 90-й минуты и победила. Матч длился 104'04".
| Минута | Дата            | Матч                    | Счёт | Голы КС                           | Голы соперника            |
| ------ | --------------- | ----------------------- | ---- | --------------------------------- | ------------------------- |
| 90'+2' | 30 октября 2022 | КС—Пари Нижний Новгород | 2:1  | Евгеньев 90+2′, Бейл 90+9′ (пен.) | Сулейманов 32′ (пен.)     |
| 86'    | 12 июня 2000    | КС—Торпедо (Москва)     | 3:2  | Касымов 27′, 88′, Иванов 86′      | Леонченко 40′, Гашкин 48′ |

Итоги выступлений команды после 1 круга в сравнении с «лучшим» и последним завершенным в РПЛ сезонами (по мнению аналитиков команде «не повезло» и её потенциальное место в топ–5):
| М | Команда               | И  | В | Н | П | Мячи    | ±   | О  | Примечания |
| - | --------------------- | -- | - | - | - | ------- | --- | -- | ---------- |
| 1 | КС в сезоне 2001      | 15 | 9 | 2 | 4 | 19 − 9  | +10 | 29 | 1 место    |
| 2 | КС в сезоне 2020/2021 | 15 | 7 | 2 | 6 | 20 − 17 | +3  | 23 | 7 место    |
| 3 | КС в текущем сезоне   | 15 | 4 | 5 | 6 | 17 − 22 | −5  | 17 | 11 место   |

И — игры, В — выигрыши, Н — ничьи, П — проигрыши, Мячи — забитые и пропущенные голы, ± — разница голов, О — очки

3 ноября объявлен расширенный список сборной России, в который включены игроки команды Александр Солдатенков, Максим Глушенков и Сергей Пиняев.
7 ноября на учебно-тренировочный сбор сборной России и товарищеские матчи со сборными Таджикистана и Узбекистана вызваны игроки команды Солдатенков и Пиняев.
Российское антидопинговое агентство с января по октябрь 2022 года проверило на допинг 73 футболиста, в том числе дважды Данила Липового.
22 ноября клуб заключил соглашение с компанией «Мегафон» о сотрудничестве в сезоне 2022-2023.
23 ноября кубок России покинул музей «Спартака» и был выставлен на обозрение зрителям перед матчем «Крыльев» и «Спартака».
Ещё никогда команда не играла официальный кубковый матч так поздно.
| Дата           | Матч                | Счёт | Стадион                   | Зрители | Погода      |
| -------------- | ------------------- | ---- | ------------------------- | ------- | ----------- |
| 16 ноября 1989 | КС—Шахтёр (Донецк)  | 1:0  | Металлург                 | 8000    | 0°С, туман  |
| 23 ноября 2022 | КС—Спартак (Москва) | 2:1  | Солидарность Самара Арена | 6412    | +2°С, туман |
| 27 ноября 2022 | КС—Факел            | 1:0  | Солидарность Самара Арена | 5243    | –6°С        |

Матч «Крылья Советов» – «Факел» прошёл без использования VAR, так как VAR-центр рассчитан на обслуживание четырёх матчей в игровой день, а 27 ноября игровой день состоял из шести матчей.
26 декабря «CIES» опубликовал рейтинг «перспективных» футболистов мира (до 21 года) стартовой части европейских чемпионатов (кроме чемпионатов топ–5). Нападающий «Крыльев» Шитов считается одним из самых многообещающих центрфорвардов (6 место), а Коваленко попал в десятку центральных полузащитников (7 место).
2023 год
9 января команда вышла из отпуска и отправилась авиарейсом из Москвы в турецкую Анталью, на свой первый сбор в посёлке Кадрие. К основному составу (за исключением Дмитрия Иванисени, Дмитрия Прищепы и Дениса Якубы) привлечены 4 игрока молодёжной команды: Расиль Асайдулин, Даниил Веселов,  Владислав Тепляков и Андрей Цорн, а также Дмитрий Каптилович (ЦСКА) и Никита Салтыков, выступающий на правах аренды за «Звезду» СПб. Тренировки проходят полях футбольных комплексов «Титаник Делюкс» и «Титаник Мардан».
11 января в расположение «Крыльев» прибыл 17-летний полузащитник Иван Бобёр из «Академии «Чертаново» (до 16 лет), а 16 января Николай Рассказов из «Спартака» (Москва).
22 января начался второй сбор команды. В распоряжение команды прибыли Иванисеня, Якуба и Григорьев из «Алании», а уехали Асайдулин, Бобёр, Каптилович, Тепляков и Цорн.
23 января состоялось заседание комиссии по аттестации футбольных школ — «Академия футбола «Крылья Советов» понижена до статуса «Футбольная академия» на период по 30 июня 2023 года.
9 февраля начался третий тренировочный сбор. К основному составу привлечены 4 игрока молодёжной команды: Расиль Асайдулин, Даниил Веселов, Артур Загородников и Никита Салтыков.
14 февраля на просмотр прибыли Александр Зуев и Владислав Галкин.
19 февраля команда завершила зимние учебно-тренировочные сборы.
6 марта объявлен расширенный список сборной России, в который включены игроки команды Солдатенков, Коваленко и Писарский.
19 марта на учебно-тренировочный сбор сборной России вызван Солдатенков.
29 марта РФС обнародовала сумму вознаграждений, выплаченных посредникам в 2022 году в размере 43 млн рублей командой «Крылья Советов», что является 11 результатом среди российских клубов.

## Изменения в составе

### Лето 2022
Согласно:
| Вр  | Никита Яворский      | 20 | Чертаново     | окончание аренды     |  |  |  |  |
|     |                      |    |               |                      |  |  |  |  |
| Защ | Матео Барач          | 27 | Сочи          | €500'000             |  |  |  |  |
| Защ | Илья Гапонов         | 24 | Спартак (М)   | 10 млн.₽             |  |  |  |  |
| Защ | Георгий Зотов        | 32 | Рубин         | свободный агент      |  |  |  |  |
| Защ | Роман Евгеньев       | 23 | Динамо (М)    | €25'000              |  |  |  |  |
| Защ | Алексей Мутовкин     | 17 | Чертаново     |                      |  |  |  |  |
| Защ | Алексей Никитенков   | 21 | Металлург (Л) | окончание аренды     |  |  |  |  |
|     |                      |    |               |                      |  |  |  |  |
| ПЗ  | Сергей Бабкин        | 19 | Локомотив     | аренда до 30.06.2023 |  |  |  |  |
| ПЗ  | Дмитрий Великородный | 21 | Металлург (Л) | окончание аренды     |  |  |  |  |
| ПЗ  | Леонид Герчиков      | 20 | Металлург (Л) | окончание аренды     |  |  |  |  |
| ПЗ  | Илья Грибакин        | 18 | Чертаново     | окончание аренды     |  |  |  |  |
| ПЗ  | Александр Коваленко  | 18 | Сочи          | аренда до 30.06.2023 |  |  |  |  |
| ПЗ  | Дмитрий Молчанов     | 21 | Динамо (Бр)   | окончание аренды     |  |  |  |  |
| ПЗ  | Никита Першин        | 20 | Чертаново     | окончание аренды     |  |  |  |  |
| ПЗ  | Амар Рахманович      | 28 | Коньяспор     | €750'000             |  |  |  |  |
| ПЗ  | Никита Салтыков      | 17 | Звезда (СПб)  | окончание аренды     |  |  |  |  |
| ПЗ  | Владислав Тюрин      | 22 | Тюмень        | окончание аренды     |  |  |  |  |
| ПЗ  | Владимир Хубулов     | 21 | Алания        | €430'000             |  |  |  |  |
| ПЗ  | Александр Чиркович   | 20 | Вождовац      | €550'000             |  |  |  |  |
|     |                      |    |               |                      |  |  |  |  |
| Нап | Максим Глушенков     | 22 | Спартак (М)   | €1'800'000           |  |  |  |  |
| Нап | Егор Панков          | 19 | Чертаново     | окончание аренды     |  |  |  |  |
| Нап | Павел Попов          | 19 | Чертаново     | окончание аренды     |  |  |  |  |
| Нап | Никита Хлусов        | 22 | Ленинградец   | свободный агент      |  |  |  |  |
| Нап | Владислав Шитов      | 19 | Спартак (М)   | аренда до 30.06.2023 |  |  |  |  |

| Вр  | Данил Бельтюков      | 19 | Зенит-Ижевск     | свободный агент    |  |  |  |  |
| Вр  | Никита Яворский      | 20 | Текстильщик      | в аренду           |  |  |  |  |
|     |                      |    |                  |                    |  |  |  |  |
| Защ | Матео Барач          | 27 | Сочи             | окончание аренды   |  |  |  |  |
| Защ | Сергей Божин         | 27 | Факел            | свободный агент    |  |  |  |  |
| Защ | Илья Гапонов         | 24 | Спартак (М)      | окончание аренды   |  |  |  |  |
| Защ | Ян Гудков            | 20 | Кубань           | в аренду           |  |  |  |  |
| Защ | Алексей Никитенков   | 21 | Звезда (СПб)     | в аренду           |  |  |  |  |
|     |                      |    |                  |                    |  |  |  |  |
| ПЗ  | Дмитрий Великородный | 22 | Звезда (СПб)     | в аренду           |  |  |  |  |
| ПЗ  | Леонид Герчиков      | 21 | Звезда (СПб)     | в аренду           |  |  |  |  |
| ПЗ  | Илья Грибакин        | 18 | Чертаново        | в аренду           |  |  |  |  |
| ПЗ  | Антон Зиньковский    | 26 | Спартак (М)      | 180 млн.₽          |  |  |  |  |
| ПЗ  | Максим Канунников    | 31 | —                | завершение карьеры |  |  |  |  |
| ПЗ  | Александр Коваленко  | 18 | Сочи             | 40 млн.₽           |  |  |  |  |
| ПЗ  | Дмитрий Молчанов     | 21 | Динамо (Бр)      | свободный агент    |  |  |  |  |
| ПЗ  | Дмитрий Мотовичёв    | 18 | Велес            | свободный агент    |  |  |  |  |
| ПЗ  | Сергей Олийнык       | 19 | Динамо (Вологда) | в аренду           |  |  |  |  |
| ПЗ  | Никита Першин        | 20 | Звезда (СПб)     | в аренду           |  |  |  |  |
| ПЗ  | Никита Салтыков      | 18 | Звезда (СПб)     | в аренду           |  |  |  |  |
| ПЗ  | Данила Смирнов       | 21 | Волгарь          | свободный агент    |  |  |  |  |
| ПЗ  | Владислав Тюрин      | 22 | Тюмень           | в аренду           |  |  |  |  |
|     |                      |    |                  |                    |  |  |  |  |
| Нап | Максим Аронов        | 18 | Сокол (Сар)      | свободный агент    |  |  |  |  |
| Нап | Максим Глушенков     | 22 | Спартак (М)      | окончание аренды   |  |  |  |  |
| Нап | Иван Игнатьев        | 23 | Рубин            | окончание аренды   |  |  |  |  |
| Нап | Егор Панков          | 19 | Звезда (СПб)     | в аренду           |  |  |  |  |
| Нап | Павел Попов          | 19 | Чертаново        | в аренду           |  |  |  |  |
| Нап | Владислав Сарвели    | 24 | Сочи             | 70 млн.₽           |  |  |  |  |

### Зима 2023
| Защ | Ян Гудков            | 20 | Кубань       | расторжение аренды |  |  |  |  |
| Защ | Алексей Никитенков   | 22 | Звезда (СПб) | расторжение аренды |  |  |  |  |
| Защ | Дмитрий Прищепа      | 21 | Велес        | окончание аренды   |  |  |  |  |
| Защ | Николай Рассказов    | 25 | Спартак (М)  | €33'000            |  |  |  |  |
|     |                      |    |              |                    |  |  |  |  |
| ПЗ  | Иван Бобёр           | 17 | Чертаново    | [ 78 ]             |  |  |  |  |
| ПЗ  | Дмитрий Великородный | 22 | Звезда (СПб) | расторжение аренды |  |  |  |  |
| ПЗ  | Леонид Герчиков      | 21 | Звезда (СПб) | расторжение аренды |  |  |  |  |
| ПЗ  | Александр Зуев       | 26 | Химки        | свободный агент    |  |  |  |  |
| ПЗ  | Никита Салтыков      | 18 | Звезда (СПб) | расторжение аренды |  |  |  |  |
|     |                      |    |              |                    |  |  |  |  |
| Нап | Бенхамин Гарре       | 22 | Расинг (А)   | €1'750'000         |  |  |  |  |
| Нап | Владимир Сычевой     | 26 | Оренбург     | 100 млн.₽          |  |  |  |  |
| Нап | Владислав Шитов      | 19 | Спартак (М)  | €500'000           |  |  |  |  |

| Защ | Матео Барач          | 28 | Остенде              | в аренду           |  |  |  |  |
| Защ | Ян Гудков            | 20 | Текстильщик          | в аренду           |  |  |  |  |
| Защ | Алексей Никитенков   | 22 | Велес                | в аренду           |  |  |  |  |
| Защ | Дмитрий Прищепа      | 21 | Ротор                | в аренду           |  |  |  |  |
|     |                      |    |                      |                    |  |  |  |  |
| ПЗ  | Дмитрий Великородный | 22 | Новосибирск          | в аренду           |  |  |  |  |
| ПЗ  | Леонид Герчиков      | 21 | Велес                | в аренду           |  |  |  |  |
| ПЗ  | Данил Липовой        | 23 | Волгарь              | в аренду           |  |  |  |  |
| ПЗ  | Сергей Пиняев        | 18 | Локомотив (М)        | 200 млн.₽          |  |  |  |  |
| ПЗ  | Никита Салтыков      | 18 | Акрон                | в аренду           |  |  |  |  |
| ПЗ  | Артём Соколов        | 19 | Пари Нижний Новгород | в аренду           |  |  |  |  |
| ПЗ  | Владимир Хубулов     | 21 | Химки                | в аренду           |  |  |  |  |
|     |                      |    |                      |                    |  |  |  |  |
| Нап | Максим Глушенков     | 23 | Локомотив (М)        | 200 млн.₽          |  |  |  |  |
| Нап | Никита Фадеев        | 19 | Кубань Холдинг       | свободный агент    |  |  |  |  |
| Нап | Владислав Шитов      | 19 | Спартак (М)          | расторжение аренды |  |  |  |  |

## Текущий состав
| 1  | Россия     | Вр  | Иван Ломаев                          | 1999 |  |  |  |  |
| 39 | Россия     | Вр  | Евгений Фролов                       | 1988 |  |  |  |  |
| 81 | Россия     | Вр  | Богдан Овсянников (→ академия «КС»)  | 1999 |  |  |  |  |
|    |            |     |                                      |      |  |  |  |  |
| 4  | Россия     | Защ | Александр Солдатенков                | 1996 |  |  |  |  |
| 5  | Россия     | Защ | Юрий Горшков                         | 1999 |  |  |  |  |
| 15 | Россия     | Защ | Николай Рассказов                    | 1998 |  |  |  |  |
| 22 | Италия     | Защ | Фернандо Костанца                    | 1998 |  |  |  |  |
| 23 | Нидерланды | Защ | Гленн Бейл                           | 1995 |  |  |  |  |
| 24 | Россия     | Защ | Роман Евгеньев                       | 1999 |  |  |  |  |
| 31 | Россия     | Защ | Георгий Зотов                        | 1990 |  |  |  |  |
| 72 | Россия     | Защ | Владислав Тепляков (→ академия «КС») | 2004 |  |  |  |  |
| 95 | Россия     | Защ | Илья Гапонов                         | 1997 |  |  |  |  |
|    |            |     |                                      |      |  |  |  |  |

| 6  | Россия               | ПЗ  | Сергей Бабкин (→ «Локомотив» М) | 2002 |  |  |  |  |
| 8  | Россия               | ПЗ  | Максим Витюгов                  | 1998 |  |  |  |  |
| 10 | Россия               | ПЗ  | Денис Якуба ()                  | 1996 |  |  |  |  |
| 11 | Россия               | ПЗ  | Роман Ежов                      | 1997 |  |  |  |  |
| 14 | Россия               | ПЗ  | Александр Коваленко (→ «Сочи»)  | 2003 |  |  |  |  |
| 17 | Россия               | ПЗ  | Владимир Хубулов                | 2001 |  |  |  |  |
| 18 | Россия               | ПЗ  | Артём Соколов                   | 2003 |  |  |  |  |
| 20 | Босния и Герцеговина | ПЗ  | Амар Рахманович                 | 1994 |  |  |  |  |
| 21 | Украина              | ПЗ  | Дмитрий Иванисеня ()            | 1994 |  |  |  |  |
| 29 | Россия               | ПЗ  | Александр Зуев                  | 1996 |  |  |  |  |
| 30 | Сербия               | ПЗ  | Александр Чиркович              | 2001 |  |  |  |  |
|    |                      |     |                                 |      |  |  |  |  |
| 7  | Россия               | Нап | Дмитрий Цыпченко                | 1999 |  |  |  |  |
| 9  | Россия               | Нап | Владимир Сычевой (Писарский)    | 1996 |  |  |  |  |
| 19 | Россия               | Нап | Никита Хлусов                   | 2000 |  |  |  |  |
| 28 | Аргентина            | Нап | Бенхамин Гарре                  | 2000 |  |  |  |  |
| 73 | Россия               | Нап | Владислав Шитов                 | 2003 |  |  |  |  |
| 96 | Россия               | Нап | Егор Тоцкий (→ академия «КС»)   | 2003 |  |  |  |  |

## Премьер-лига
Турнирная таблица
| Поз | Команда                    | И  | В  | Н  | П  | МЗ | МП | РМ  | О  | Квалификация или выбывание                                |
| --- | -------------------------- | -- | -- | -- | -- | -- | -- | --- | -- | --------------------------------------------------------- |
| 10  | Сочи                       | 30 | 11 | 5  | 14 | 37 | 54 | −17 | 38 |                                                           |
| 11  | Урал                       | 30 | 10 | 6  | 14 | 33 | 45 | −12 | 36 |                                                           |
| 12  | Крылья Советов             | 30 | 8  | 8  | 14 | 32 | 45 | −13 | 32 |                                                           |
| 13  | Пари Нижний Новгород (П/О) | 30 | 8  | 6  | 16 | 33 | 50 | −17 | 30 | Сохранение места в Премьер-лиге по итогам стыковых матчей |
| 14  | Факел (П/О)                | 30 | 6  | 12 | 12 | 36 | 48 | −12 | 30 | Сохранение места в Премьер-лиге по итогам стыковых матчей |

1. 1 2  По лучшей разности забитых и пропущенных мячей в личных встречах: Пари НН +1, Факел −1

Результаты по турам
| Тур   | 01 | 02 | 03 | 04 | 05 | 06 | 07 | 08 | 09 | 10 | 11 | 12 | 13 | 14 | 15 | 16 | 17 | 18 | 19 | 20 | 21 | 22 | 23 | 24 | 25 | 26 | 27 | 28 | 29 | 30 |
| ----- | -- | -- | -- | -- | -- | -- | -- | -- | -- | -- | -- | -- | -- | -- | -- | -- | -- | -- | -- | -- | -- | -- | -- | -- | -- | -- | -- | -- | -- | -- |
| Поле  | В  | В  | Д  | Д  | В  | Д  | В  | Д  | В  | В  | Д  | В  | Д  | В  | Д  | В  | Д  | В  | В  | Д  | Д  | В  | Д  | В  | Д  | В  | Д  | Д  | В  | Д  |
| Итог  | В  | П  | Н  | П  | Н  | Н  | В  | П  | Н  | П  | Н  | П  | В  | П  | В  | В  | П  | П  | П  | П  | Н  | В  | Н  | П  | П  | П  | Н  | В  | П  | В  |
| Место | 1  | 7  | 10 | 10 | 11 | 10 | 9  | 10 | 10 | 11 | 11 | 11 | 10 | 11 | 11 | 10 | 11 | 11 | 11 | 12 | 12 | 12 | 12 | 12 | 12 | 12 | 13 | 12 | 14 | 12 |

Примечания Победа в матче Ничья в матче Поражение в матче 
Статистика матчей
| 16 июля 2022 1 тур | Оренбург                        | 2:4                      | Крылья Советов                            | Оренбург |
| 17:30 МСК | Цыпченко 31′ (авт.) · Аюпов 83′ | отчёт отчёт СЭ отчёт ЧЕМ | 49′ Ежов · 54′, 73′ Глушенков · 84′ Якуба | Стадион: Газовик Зрителей: 5155 Судья: Шадыханов Помощники судьи: Болотенков, Шаламберидзе (все – Москва) Видеопомощник судьи (VAR): Любимов (Санкт-Петербург) Ассистент видеопомощника судьи (AVAR): Мурашов (Москва) Резервный судья: Фёдоров (Петрозаводск) Игрок матча: Максим Глушенков (Крылья Советов) |
| Оренбург: (4–1–4–1): Гошев, Печенин ( 75' Мансилья), Хотулёв, Сиваков, Малых , Капленко ( 74' Сычевой), Оганесян ( 60' Эктов), Башич, Полуяхтов ( 60' Аюпов), Ковалёв ( 84' Титков), Воробьёв · Крылья Советов: (4–4–2): Ломаев, Горшков, Гапонов ( 87' Евгеньев), Солдатенков , Бейл ( 77' Витюгов), Коваленко, Иванисеня, Пиняев ( 76' Хубулов), Цыпченко ( 67' Якуба), Ежов, Глушенков ( 87' Шитов) |                                 |                          |                                           | |

| 22 июля 2022 2 тур | Зенит                                              | 3:0                      | Крылья Советов | Санкт-Петербург |
| 20:00 МСК | Мостовой 5′, 31′ · Кузяев 12′ (пен.) · Мостовой 5' | отчёт отчёт СЭ отчёт ЧЕМ |                | Стадион: Газпром Арена Зрителей: 26 701 Судья: Чистяков (Азов) Помощники судьи: Ширяев (Ставрополь), Гурбанов (Краснодар) Видеопомощник судьи (VAR): Мешков (Дмитров) Ассистент видеопомощника судьи (AVAR): Усачёв (Ростов-на-Дону) Резервный судья: Аверьянов (Санкт-Петербург) Игрок матча: Вильмар Барриос (Зенит) |
| Зенит: (4–3–3): Одоевский, Дуглас Сантос, Ловрен , Родригао, Барриос, Вендел, Клаудиньо ( 79' Круговой), Кузяев ( 28' Сутормин), Мостовой ( 71' Бакаев), Малком ( 79' Ерохин), Кассьерра ( 71' Сергеев) · Крылья Советов: (4–4–2): Ломаев, Солдатенков 29', Горшков 26', Бейл, Гапонов 39' ( 62' Евгеньев), Якуба ( 14' Витюгов), Ежов, Глушенков ( 62' Соколов), Иванисеня ( 78' Липовой), Цыпченко ( 78' Хубулов), Коваленко |                                                    |                          |                | |

| 31 июля 2022 3 тур | Крылья Советов | 1:1            | Торпедо    | Самара |
| 17:30 МСК | Шитов 68′      | отчёт отчёт СЭ | 68′ Караев | Стадион: Солидарность Самара Арена Зрителей: 10 159 Судья: Казарцев (Санкт-Петербург) Помощники судьи: Миневич (Смоленск), Князев (Курск) Видеопомощник судьи (VAR): Турбин (Дмитров) Ассистент видеопомощника судьи (AVAR): Веретёшкин (Санкт-Петербург) Резервный судья: Зияков (Набережные Челны) Игрок матча: Игорь Смольников (Торпедо) |
| Крылья Советов: (4–4–2): Ломаев, Солдатенков , Горшков, Бейл, Гапонов, Витюгов ( 87' Липовой), Ежов ( 90' Евгеньев), Глушенков, Соколов ( 62' Хубулов), Цыпченко ( 62' Шитов), Коваленко · Торпедо: (4–3–3): Ботнарь, Кожемякин, Смольников, Самсонов 34', Рязанцев ( 58' Рейхмен), Султонов ( 64' Темников 90'), Померко, Енин 84' ( 88' Лебеденко), Нетфуллин, Калмыков ( 58' Турищев), Караев ( 64' Эркинов) |                |                |            | |

| 7 августа 2022 4 тур | Крылья Советов | 0:2            | Динамо                     | Самара |
| 17:30 МСК |                | отчёт отчёт СЭ | 13′ Фернандес · 60′ Грулёв | Стадион: Солидарность Самара Арена Зрителей: 6672 Судья: Мешков (Дмитров) Помощники судьи: Петросян (Бронницы), Гурбанов (Краснодар) Видеопомощник судьи (VAR): Любимов Ассистент видеопомощника судьи (AVAR): Веретёшкин (оба – Санкт-Петербург) Резервный судья: Смолин (Великий Устюг) Игрок матча: Максим Глушенков (Крылья Советов) |
| Крылья Советов: (4–4–2): Ломаев, Солдатенков, Горшков, Бейл ( 87' Гапонов), Евгеньев ( 72' Барач), Витюгов 19', Ежов, Глушенков ( 86' Липовой), Соколов ( 72' Хубулов), Цыпченко ( 72' Шитов), Коваленко · Динамо: (4–4–2): Шунин, Паршивлюк 81' ( 86' Гладышев), Фернандес 54', Скопинцев ( 74' Макаров), Сазонов, Моро, Грулёв, Гагнидзе 69', Смолов, Лесовой ( 75' Карапузов), Тюкавин ( 59' Лаксальт) |                |                |                            | |

| 13 августа 2022 5 тур | Локомотив                   | 1:1            | Крылья Советов               | Москва |
| 15:00 МСК | Миранчук 90+1′ · Камано 18' | отчёт отчёт СЭ | 68′ Глушенков · 8' Глушенков | Стадион: РЖД Арена Зрителей: 8540 Судья: Кукуляк (Калуга) Помощники судьи: Иванов (Кострома), Большаков (Санкт-Петербург) Видеопомощник судьи (VAR): Амелин (Тула) Ассистент видеопомощника судьи (AVAR): Воронцов (Ярославль) Резервный судья: Анопа (Благовещенск) Игрок матча: Иван Ломаев (Крылья Советов) |
| Локомотив: (4–2–3–1): Худяков, Живоглядов, Едвай 16', Мампасси, Баринов , Миранчук, Тикнизян 7', Карпукас 60', Игнатьев ( 90+3' Раков), Изидор ( 46' Раконьяц), Камано ( 76' Керк) · Крылья Советов: (4–4–2): Ломаев 79', Солдатенков 17', Горшков ( 85' Гапонов), Бейл, Евгеньев, Витюгов, Ежов, Глушенков 67' ( 77' Хубулов), Соколов ( 77' Шитов), Цыпченко, Коваленко |                             |                |                              | |

| 19 августа 2022 6 тур | Крылья Советов | 1:1            | Факел        | Самара |
| 20:00 МСК | Глушенков 61′  | отчёт отчёт СЭ | 65′ Максимов | Стадион: Солидарность Самара Арена Зрителей: 4923 Судья: Турбин (Дмитров) Помощники судьи: Мосякин, Сафьян Видеопомощник судьи (VAR): Фролов Ассистент видеопомощника судьи (AVAR): Кобзев (все – Москва) Резервный судья: Лапатухин Игрок матча: Александр Коваленко (Крылья Советов) |
| Крылья Советов: (4–4–2): Ломаев, Солдатенков , Горшков, Бейл, Евгеньев, Витюгов ( 90+2' Барач), Липовой ( 73' Якуба), Глушенков, Соколов ( 85' Хубулов), Цыпченко ( 73' Шитов), Коваленко · Факел: (3–4–3): Свинов, Шляков ( 85' Мастерной), Суслов ( 76' Черов), Божин 83', Морозов, Акбашев, Альшин ( 46' Магаль), Мендель 58', Дмитриев ( 76' Квеквескири 87'), Аппаев , Гонгадзе ( 61' Максимов) |                |                |              | |

| 27 августа 2022 7 тур | Ахмат     | 1:2            | Крылья Советов           | Грозный |
| 20:00 МСК | Конате 5′ | отчёт отчёт СЭ | 21′ Ежов · 72′ Коваленко | Стадион: Ахмат Арена Зрителей: 7753 Судья: Фролов Помощники судьи: Елеференко, Кобзев Видеопомощник судьи (VAR): Сухой (Люберцы) Ассистент видеопомощника судьи (AVAR): Шаламберидзе (Москва) Резервный судья: Юданов (все — Москва) Игрок матча: Максим Глушенков (Крылья Советов) |
| Ахмат: (3–4–3): Опарин 30', Журавлёв, Быстров, Нижич ( 22' Швец 45+3'), Богосавац, Тодорович ( 68' Уциев), Тимофеев ( 31' Ташаев), Трошечкин, Олейников, Бериша ( 46' Харин), Конате ( 46' Ильин) · Крылья Советов: (4–4–2): Ломаев, Бейл 47', Солдатенков , Евгеньев ( 69' Цыпченко), Барач, Горшков, Ежов 7' ( 90' Зотов), Якуба ( 69' Витюгов), Коваленко 90+4', Соколов ( 69' Хубулов 83'), Глушенков ( 90' Гапонов) |           |                |                          | |

| 4 сентября 2022 8 тур | Крылья Советов | 0:1                      | ЦСКА       | Самара |
| 16:00 МСК |                | отчёт отчёт СЭ отчёт ЧЕМ | 79′ Дивеев | Стадион: Солидарность Самара Арена Зрителей: 8357 Судья: Любимов Помощники судьи: Кудрявцев, Жвакин (все — Санкт-Петербург) Видеопомощник судьи (VAR): Чистяков (Азов) Ассистент видеопомощника судьи (AVAR): Петросян (Бронницы) Резервный судья: Фисенко (Владивосток) Игрок матча: Бахтиёр Зайнутдинов (ЦСКА) |
| Крылья Советов: (4–4–2): Ломаев, Бейл, Солдатенков , Евгеньев 47' ( 83' Хубулов), Барач, Горшков ( 71' Зотов 74'), Ежов ( 90' Шитов), Соколов ( 71' Пиняев), Коваленко, Якуба ( 71' Витюгов), Глушенков 50' · ЦСКА: (3–4–3): Акинфеев , Гайич, Набабкин, Зайнутдинов, Дивеев, Мойзес ( 70' Обляков), Здьелар 23', Мендес, Медина, Карраскаль 50' ( 54' Ермаков), Чалов ( 70' Гайч) |                |                          |            | |

| 10 сентября 2022 9 тур | Химки | 0:0            | Крылья Советов | Химки |
| 16:00 МСК |       | отчёт отчёт СЭ | 19' Барач      | Стадион: Арена-Химки Зрителей: 1161 Судья: Москалёв (Воронеж) Помощники судьи: Ширяев (Ставрополь), Князев (Курск) Видеопомощник судьи (VAR): Кукуляк (Калуга) Ассистент видеопомощника судьи (AVAR): Чельцов (Москва) Резервный судья: Машлякевич (Москва) Игрок матча: Илья Лантратов (Химки) |
| Химки: (3–5–2): Лантратов, Тихий , Волков 77', Филин, Гбане ( 86' Долгов), Ломовицкий, Зуев, Главчич, Камышев ( 46' Глушаков), Кухарчук ( 65' Мирзов 71'), Магомедов 90+2' · Крылья Советов: (4–4–2): Ломаев, Солдатенков , Горшков, Бейл, Евгеньев, Барач, Якуба ( 75' Витюгов), Ежов 71', Глушенков ( 46' Пиняев), Соколов ( 46' Хубулов), Коваленко ( 90+2' Бабкин) |       |                |                | |

| 17 сентября 2022 10 тур | Ростов                         | 2:1            | Крылья Советов | Ростов-на-Дону |
| 17:30 МСК | Байрамян 1′ · Полоз 67′ (пен.) | отчёт отчёт СЭ | 12′ Пиняев     | Стадион: Ростов Арена Зрителей: 5200 Судья: Кукуян (Сочи) Помощники судьи: Стипиди (Краснодар), Назаров (Невинномысск) Видеопомощник судьи (VAR): Турбин (Дмитров) Ассистент видеопомощника судьи (AVAR): Воронцов (Ярославль) Резервный судья: Чебан (Москва) Игрок матча: Сергей Пиняев (Крылья Советов) |
| Ростов: (4–3–3): Песьяков, Чернов 80', Осипенко ( 73' Прохин), Мелехин, Сильянов 76', Уткин, Глебов , Миронов ( 61' Щетинин), Байрамян ( 80' Нтумба Муамба), Комличенко ( 73' Голенков), Полоз ( 81' Мельников) · Крылья Советов: (4–4–2): Ломаев, Горшков, Солдатенков 36', Евгеньев 74', Бейл, Пиняев 31' ( 68' Чиркович), Рахманович ( 86' Цыпченко), Якуба ( 68' Витюгов), Коваленко ( 87' Шитов), Ежов, Глушенков ( 90+1' Хубулов) |                                |                |                | |

| 3 октября 2022 11 тур | Крылья Советов | 0:0                               | Краснодар | Самара |
| 19:00 МСК |                | отчёт отчёт СЭ отчёт СЭ2 отчёт ЧЕ |           | Стадион: Солидарность Самара Арена Зрителей: 3685 Судья: Сухой (Люберцы) Помощники судьи: Демешко (Химки), Березнов (Москва) Видеопомощник судьи (VAR): Карасёв (Москва) Ассистент видеопомощника судьи (AVAR): Богданов (Верея) Резервный судья: Силантьев (Самара) Игрок матча: Матвей Сафонов (Краснодар) |
| Крылья Советов: (4–4–2): Ломаев, Евгеньев, Солдатенков , Бейл 38', Горшков ( 20' Зотов), Коваленко ( 88' Бабкин), Якуба ( 73' Чиркович), Ежов, Пиняев ( 73' Витюгов), Глушенков 72' ( 89' Хубулов), Рахманович · Зеленовский (тренер) 90+' · Краснодар: (4–3–3): Сафонов , Рамирес, Литвинов, Волков, Кайо 38', Ионов ( 74' Ахметов), Сперцян, Кривцов, Баньяц, Ленини ( 78' Окоронкво), Олусегун ( 88' Кокшаров) |                |                                   |           | |

| 9 октября 2022 12 тур | Спартак                                               | 5:2                     | Крылья Советов           | Москва |
| 14:00 МСК | Промес 45+5′, 90+5′ · Соболев 50′, 61′ · Литвинов 73′ | отчёт отчёт СЭ отчёт СМ | 6′ Ежов · 66′ Рахманович | Стадион: Открытие Банк Арена Зрителей: 12 222 Судья: Казарцев Помощники судьи: Абусуев, Большаков (все — Санкт-Петербург) Видеопомощник судьи (VAR): Сиденков (Санкт-Петербург) Ассистент видеопомощника судьи (AVAR): Усачёв (Ростов-на-Дону) Резервный судья: Сафьян (Москва) Игрок матча: Александр Соболев (Спартак) |
| Спартак: (4–3–3): Селихов, Джикия ( 80' Мевля), Зобнин, Хлусевич, Литвинов, Умяров ( 85' Рассказов), Пруцев ( 81' Маслов), Денисов, Промес, Соболев, Николсон ( 59' Зиньковский) · Ребров (технический координатор) 45+', Слишкович (асс.) 45+' · Крылья Советов: (4–4–2): Ломаев, Солдатенков , Бейл, Евгеньев, Зотов 43', Витюгов ( 72' Бабкин), Пиняев ( 66' Чиркович), Ежов ( 72' Цыпченко), Коваленко ( 82' Соколов), Рахманович ( 82' Шитов), Глушенков · Булатов (тренер) 45+', Корниленко (сп. дир.) 45+' |                                                       |                         |                          | |

| 16 октября 2022 13 тур | Крылья Советов            | 2:0            | Сочи | Самара |
| 14:00 МСК | Чиркович 24′ · Пиняев 45′ | отчёт отчёт СЭ |      | Стадион: Солидарность Самара Арена Зрителей: 4302 Судья: Шадыханов Помощники судьи: Сафьян, Елеференко (все — Москва) Видеопомощник судьи (VAR): Безбородов (Санкт-Петебург) Ассистент видеопомощника судьи (AVAR): Данченко (Уфа) Резервный судья: Силантьев (Самара) Игрок матча: Сергей Пиняев (Крылья Советов) |
| Крылья Советов: (4–4–2): Овсянников, Бейл, Евгеньев 90+6', Солдатенков , Зотов, Чиркович 65' ( 65' Бабкин), Витюгов ( 90' Соколов), Коваленко, Пиняев ( 82' Хубулов), Рахманович ( 90' Цыпченко), Глушенков ( 82' Барач) · Сочи: (3–4–3): Джанаев , Терехов 90', Маргасов 28', Макарчук, Дркушич, Сиссако 46' ( 90' Маладинович), Нобоа, Цаллагов, Шипунов ( 46' Мещанинов), Джорджевич 19' ( 46' Ушатов), Сарвели ( 46' Жоаозиньо) |                           |                |      | |

| 24 октября 2022 14 тур | Урал                                | 2:1            | Крылья Советов | Екатеринбург |
| 17:30 МСК | Каштанов 26′ (пен.) · Газинский 64′ | отчёт отчёт СЭ | 82′ Глушенков  | Стадион: Екатеринбург Арена Зрителей: 2491 Судья: Левников (Санкт-Петербург) Помощники судьи: Данченко (Уфа), Мосякин (Москва) Видеопомощник судьи (VAR): Москалёв (Воронеж) Ассистент видеопомощника судьи (AVAR): Чельцов (Москва) Резервный судья: Галимов (Улан-Удэ) Игрок матча: Юрий Газинский (Урал) |
| Урал: (4–2–3-1): Помазун 90+4', Гогличидзе, Эммерсон, Филипенко ( 81' Герасимов), Кулаков 69', Мишкич, Газинский ( 83' Татаринов), Сиссе, Юшин ( 69' Подберёзкин , 85' Сунгатулин), Ранджелович, Каштанов ( 69' Бикфалви) · Крылья Советов: (4–4–2): Овсянников, Зотов ( 6' , 8' Барач), Солдатенков , Евгеньев, Бейл 25', Пиняев ( 90' Цыпченко), Витюгов, Коваленко ( 75' Бабкин), Чиркович ( 75' Липовой), Глушенков, Рахманович 38' ( 75' Хубулов) |                                     |                |                | |

| 30 октября 2022 15 тур | Крылья Советов                      | 2:1            | Пари Нижний Новгород  | Самара |
| 14:00 МСК | Евгеньев 90+2′ · Бейл 90+10′ (пен.) | отчёт отчёт СЭ | 32′ (пен.) Сулейманов | Стадион: Солидарность Самара Арена Зрителей: 3422 Судья: Мешков (Дмитров) Помощники судьи: Мурашов (Москва), Назаров (Невинномысск) Видеопомощник судьи (VAR): Жабченко (Краснодар) Ассистент видеопомощника судьи (AVAR): Болотенков (Москва) Резервный судья: Амелин (Тула) Игрок матча: Сергей Пиняев (Крылья Советов) |
| Крылья Советов: (3–4–3): Овсянников, Бейл, Евгеньев, Барач 31' ( 73' Костанца), Солдатенков , Чиркович, Коваленко, Витюгов, Пиняев, Рахманович ( 60' Шитов), Глушенков · Пари Нижний Новгород: (3–4–3): Нигматуллин 6', Набиуллин ( 81' Корнюшин), Пенчиков 42' 79', Гоцук 56' 90+8', Агапов, Масоэро 81', Жигулёв 45+2' ( 59' Михайлов), Шарипов ( 81' Александров), Кротов, Сулейманов 46' ( 58' Янсане 68'), Милсон 61' ( 68' Рыбчинский) |                                     |                |                       | |

| 6 ноября 2022 16 тур | Торпедо | 0:2            | Крылья Советов            | Москва |
| 16:30 МСК |         | отчёт отчёт СЭ | 34′ Фернандо · 47′ Пиняев | Стадион: Лужники Зрителей: 3905 Судья: Амелин (Тула) Помощники судьи: Веретёшкин (Санкт-Петербург), Миневич (Смоленск) Видеопомощник судьи (VAR): Казарцев (Санкт-Петербург) Ассистент видеопомощника судьи (AVAR): Лунёв (Новосибирск) Резервный судья: Лапатухин (Москва) Игрок матча: Сергей Пиняев (Крылья Советов) |
| Торпедо: (3–4–3): Довбня, Кожемякин, Смольников , Роганович, Ле Таллек, Савич 41' ( 46' Рязанцев), Нетфуллин ( 75' Самсонов), Чурич ( 66' Каймаков), Караев 5' ( 75' Турищев), Эркинов, Коста ( 46' Енин) · Крылья Советов: (4–4–2): Овсянников, Солдатенков , Костанца, Бейл, Евгеньев, Витюгов ( 82' Бабкин), Пиняев ( 66' Якуба), Ежов ( 86' Соколов), Глушенков 27' ( 46' Рахманович), Коваленко, Шитов ( 66' Чиркович) |         |                |                           | |

| 12 ноября 2022 17 тур | Крылья Советов | 1:3            | Ростов                                       | Самара |
| 14:00 МСК | Шитов 73′      | отчёт отчёт СЭ | 28′ Глебов · 38′ (пен.) Полоз · 75′ Осипенко | Стадион: Солидарность Самара Арена Зрителей: 4046 Судья: Любимов Помощники судьи: Кудрявцев, Абусуев (все — Санкт-Петербург) Видеопомощник судьи (VAR): Сиденков (Санкт-Петербург) Ассистент видеопомощника судьи (AVAR): Петросян (Бронницы) Резервный судья: Куликов (Саранск) Игрок матча: Николай Комличенко (Ростов) |
| Крылья Советов: (3–4–3): Овсянников, Солдатенков 75', Бейл, Евгеньев, Ежов 90' ( 90' Соколов), Рахманович 45' ( 63' Цыпченко 84'), Витюгов ( 64' Якуба), Коваленко ( 82' Бабкин), Костанца, Пиняев, Шитов ( 83' Циркович) · Ростов: (4–3–3): Песьяков, Чернов, Осипенко, Сильянов, Уткин, Тугарев ( 61' Байрамян 73'), Глебов , Щетинин ( 90' Лангович), Мелёхин, Полоз ( 79' Миронов), Комличенко ( 78' Голенков) |                |                |                                              | |

| 5 марта 2023 18 тур | Динамо        | 1:0            | Крылья Советов | Москва |
| 14:00 МСК | Тюкавин 90+1′ | отчёт отчёт СЭ |                | Стадион: ВТБ Арена Зрителей: 4943 Судья: Сиденков (Санкт-Петербург) Помощники судьи: Кудрявцев (Санкт-Петербург), Сейфетдинов (Казань) Видеопомощник судьи (VAR): Жабченко (Краснодар) Ассистент видеопомощника судьи (AVAR): Березнов (Москва) Резервный судья: Перезва (Раменское) Игрок матча: Александр Коваленко (Крылья Советов) |
| Динамо: (4–3–3): Шунин, Даса ( 90' Паршивлюк), Фернандес, Маричаль ( 44' Сазонов), Скопинцев, Кутицкий ( 46' Норманн), Фомин , Захарян, Нгамалё, Макаров ( 57' Тюкавин), Смолов 68' · Крылья Советов: (4–4–2): Ломаев, Бейл, Гапонов, Евгеньев , Горшков ( 73' Рассказов), Фернандо, Ежов ( 87' Цыпченко), Коваленко, Рахманович ( 63' Витюгов), Гарре ( 74' Зуев), Шитов ( 63' Писарский) |               |                |                | |

| 12 марта 2023 19 тур | ЦСКА                                                | 4:0            | Крылья Советов | Москва |
| 16:30 МСК | Заболотный 24′ · Обляков 26′ · Чалов 42′ · Роша 75′ | отчёт отчёт СЭ |                | Стадион: ВЭБ Арена Зрителей: 2680 Судья: Левников Помощники судьи: Веретёшкин (оба — Санкт-Петербург), Мухтаров (Петрозаводск) Видеопомощник судьи (VAR): Амелин (Тула) Ассистент видеопомощника судьи (AVAR): Стипиди (Краснодар) Резервный судья: Машлякевич (Москва) Игрок матча: Антон Заболотный (ЦСКА) |
| ЦСКА: (3–4–3): Акинфеев , Гайич ( 81' Глебов), Набабкин ( 81' Карраскаль), Мойзес, Виллиан Роша, Обляков, Здьелар, Медина ( 68' Ушаков), Мендес, Заболотный ( 81' Мухин), Чалов ( 67' Ермаков) · Крылья Советов: (4–4–2): Ломаев, Рассказов, Бейл ( 62' Гарре), Гапонов, Евгеньев , Горшков, Фернандо ( 62' Витюгов), Ежов ( 73' Чиркович), Коваленко, Рахманович ( 70' Цыпченко), Писарский ( 62' Шитов) |                                                     |                |                | |

| 19 марта 2023 20 тур | Крылья Советов | 0:1            | Ахмат        | Самара |
| 16:30 МСК |                | отчёт отчёт СЭ | 46′ Тимофеев | Стадион: Солидарность Самара Арена Зрителей: 2324 Судья: Шафеев (Волгоград) Помощники судьи: Болховитин, Ермаков Видеопомощник судьи (VAR): Шадыханов (Москва) Ассистент видеопомощника судьи (AVAR): Богач (Люберцы) Резервный судья: Аверьянов (все — Санкт-Петербург) Игрок матча: Артём Тимофеев (Ахмат) |
| Крылья Советов: (4–4–2): Ломаев 86', Бейл, Солдатенков 13', Евгеньев, Горшков ( 76' Рассказов), Фернандо ( 67' Витюгов), Ежов ( 67' Чиркович), Коваленко, Рахманович ( 77' Цыпченко), Гарре ( 67' Шитов), Писарский · сп. дир. Корниленко 64' · Ахмат: (4–2–3–1): Шелия 90', Уциев , Семенов ( 80' Нижич), Шатара, Харин 54', Тимофеев 58', Бериша, Камилов, Олейников, Садулаев 62' ( 69' Карапузов 70'), Агаларов ( 90' Ильин) · ст. тр. Молчанов 79' |                |                |              | |

| 2 апреля 2023 21 тур | Крылья Советов | 1:1            | Оренбург     | Самара |
| 14:00 МСК | Цыпченко 7′    | отчёт отчёт СЭ | 30′ Воробьёв | Стадион: Солидарность Самара Арена Зрителей: 3840 Судья: Иванов (Ростов-на-Дону) Помощники судьи: Сафьян, Мурашов (оба – Москва) Видеопомощник судьи (VAR): Карасёв (Москва) Ассистент видеопомощника судьи (AVAR): Курочкина (Малаховка) Резервный судья: Силантьев (Самара) Игрок матча: Дмитрий Цыпченко (Крылья Советов) |
| Крылья Советов: (4–4–2): Ломаев, Бейл 62', Гапонов, Евгеньев , Горшков, Ежов ( 78' Рассказов), Фернандо, Витюгов 28' ( 88' Бабкин), Рахманович ( 62' Писарский), Цыпченко ( 88' Зуев), Гарре ( 78' Коваленко) · Оренбург: (4–3–3): Сысуев, Сиваков , Перес, Стаматов ( 90' Гойкович), Вера, Флорентин ( 84' Титков), Башич ( 84' Полуяхтов), Эктов, Ковалёв ( 73' Марин), Мансилья ( 90' Обухов), Воробьёв 90' |                |                |              | |

| 9 апреля 2023 22 тур | Сочи      | 1:2            | Крылья Советов             | Сириус |
| 14:00 МСК | Нобоа 87′ | отчёт отчёт СЭ | 52′ Гапонов · 73′ Фернандо | Стадион: Фишт Зрителей: 2386 Судья: Левников (Санкт-Петербург) Помощники судьи: Лунёв (Новосибирск), Ермаков Видеопомощник судьи (VAR): Казарцев (все – Санкт-Петербург) Ассистент видеопомощника судьи (AVAR): Мухтаров (Петрозаводск) Резервный судья: Аверьянов Игрок матча: Фернандо Костанца (Крылья Советов) |
| Сочи: (3–5–2): Адамов, Заика ( 64' Макарчук), Терехов, Юрганов, Дркушич, Маргасов, Нобоа 83', Кравцов ( 65' Цаллагов), Бурмистров ( 64' Жоаозиньо), Юсупов ( 84' Шипунов), Сарвели ( 64' Джорджевич) · Крылья Советов: (4–4–2): Ломаев, Рассказов, Бейл ( 71' Зуев), Гапонов, Евгеньев , Горшков ( 77' Зотов, 77), Фернандо, Коваленко ( 71' Витюгов 90'), Рахманович ( 79' Шитов), Писарский, Гарре ( 72' Цыпченко) |           |                |                            | |

| 16 апреля 2023 23 тур | Крылья Советов | 0:0            | Химки | Самара |
| 14:00 МСК |                | отчёт отчёт СЭ |       | Стадион: Солидарность Самара Арена Зрителей: 2853 Судья: Шафеев (Волгоград) Помощники судьи: Каруненко (Воронеж), Сейфетдинов (Казань) Видеопомощник судьи (VAR): Кукуян (Сочи) Ассистент видеопомощника судьи (AVAR): Кобзев (Москва) Резервный судья: Низовцев (Нижний Новгород) Игрок матча: Жаниу Бикел (Химки) |
| Крылья Советов: (4–4–2): Ломаев, Горшков, Гапонов, Евгеньев , Бейл 87', Гарре ( 68' Рахманович 76'), Витюгов ( 62' Шитов), Фернандо 59', Рассказов ( 62' Зуев), Писарский, Коваленко 70' ( 88' Бабкин) · Химки: (3–4–3): Митрюшкин, Андраде, Лысцов, Голубович 78', Антич, Магомедов ( 57' Гильерме), Гулиев, Бикел, Идову , Долгов ( 57' Главчич 61'), Руденко ( 68' Мирзов) · Талалаев 90+1' |                |                |       | |

| 23 апреля 2023 24 тур | Пари Нижний Новгород                | 2:1            | Крылья Советов | Нижний Новгород |
| 14:00 МСК | Сулейманов 36′ (пен.) · Яковлев 73′ | отчёт отчёт СЭ | 30′ Фернандо   | Стадион: Нижний Новгород Зрителей: 5485 Судья: Галимов (Улан-Удэ) Помощники судьи: Князев (Курск) Талаев (Грозный) Видеопомощник судьи (VAR): Сиденков Ассистент видеопомощника судьи (AVAR): Болховитин (оба – Санкт-Петербург) Резервный судья: Цыганок (Владивосток) Игрок матча: Бенхамин Гарре (Крылья Советов) |
| Пари Нижний Новгород: (5–4–1): Нигматуллин, Стоцкий, Каккоев, Гоцук , Александров 63', Рыбчинский 45+2' ( 46' Юлдошев), Соколов ( 72' Жигулёв), Майга ( 60' Шарипов), Михайлов, Сулейманов 23' ( 72' Яковлев), Янсане ( 9' Кротов 90+2' 90+6') · Крылья Советов: (4–4–2): Ломаев 90+4', Горшков, Солдатенков , Евгеньев, Рассказов, Гарре, Фернандо ( 69' Зотов), Бабкин, Зуев ( 64' Ежов), Писарский ( 81' Рахманович), Цыпченко ( 69' Шитов) |                                     |                |                | |

| 29 апреля 2023 25 тур | Крылья Советов | 1:5   | Зенит                                            | Самара |
| 14:00 МСК | Бабкин 9′      | отчёт | 19′ (пен.), 55′, 68′, 74′ Малком · 30′ Клаудиньо | Стадион: Солидарность Самара Арена Зрителей: 9614 Судья: Иванов Помощники судьи: Усачёв (Ростов-на-Дону) Гурбанов (Краснодар) Видеопомощник судьи (VAR): Кукуян (Сочи) Ассистент видеопомощника судьи (AVAR): Демешко (Химки) Резервный судья: Буланов (Саранск) Игрок матча: Малком (Зенит) |
| Крылья Советов: (4–4–2): Ломаев, Горшков, Бейл 18' 41', Солдатенков , Евгеньев, Рассказов 51' ( 70' Зотов), Зуев ( 46' Гапонов), Цыпченко 39' ( 74' Шитов), Бабкин, Ежов ( 70' Гарре), Писарский ( 70' Рахманович 72') · Зенит: (4–3–3): Кержаков, Дуглас Сантос , Ренан, Чистяков, Караваев ( 76' Адамов), Клаудиньо, Барриос, Кузяев ( 76' Козлов), Мостовой ( 64' Сергеев), Кассьерра ( 65' Мантуан), Малком ( 82' Сутормин) |                |       |                                                  | |

| 7 мая 2023 26 тур | Краснодар                | 2:1   | Крылья Советов | Краснодар |
| 19:00 МСК | Волков 35′ · Кордоба 89′ | отчёт | 16′ Гарре      | Стадион: Краснодар Зрителей: 9874 Судья: Амелин (Тула) Помощники судьи: Гаврилин (Владимир) Мухтаров (Петрозаводск) Видеопомощник судьи (VAR): Любимов (Санкт-Петербург) Ассистент видеопомощника судьи (AVAR): Сафьян (Москва) Резервный судья: Волошин (Смоленск) Игрок матча: Сергей Волков (Краснодар) |
| Краснодар: (4–3–3): Сафонов , Рамирес 23' ( 90+6' Петров), Алонсо, Литвинов, Волков, Сперцян, Пина 23' ( 82' Баняц), Ахметов ( 90+6' Ионов), Олусегун ( 82' Кокшаров), Кордоба, Баши ( 57' Кобнан) · Крылья Советов: (4–4–2): Овсянников, Горшков ( 68' Гапонов), Солдатенков , Евгеньев, Рассказов, Зуев 57' ( 90+1' Чиркович), Витюгов, Бабкин ( 82' Зотов), Гарре, Писарский 12' 31', Цыпченко ( 69' Шитов) |                          |       |                | |

| 14 мая 2023 27 тур | Крылья Советов | 1:1   | Локомотив  | Самара |
| 14:00 МСК | Цыпченко 40′   | отчёт | 48′ Изидор | Стадион: Солидарность Самара Арена Зрителей: 6155 Судья: Любимов Помощники судьи: Веретёшкин, Ермаков (все — Санкт-Петербург) Видеопомощник судьи (VAR): Чистяков (Азов) Ассистент видеопомощника судьи (AVAR): Петросян (Ростов-на-Дону) Резервный судья: Буланов (Саранск) Игрок матча: Бенхамин Гарре (Крылья Советов) |
| Крылья Советов: (4—4—2): Ломаев, Евгеньев, Горшков, Солдатенков 90', Бейл, Зуев ( 56' Рахманович), Бабкин 67', Витюгов ( 82' Зотов), Гарре 89', Цыпченко, Шитов ( 90' Чиркович) · Локомотив: (4—2—3—1): Лантратов, Ненахов, Тикнизян, Кузьмичёв, Погостнов, Баринов , Жемалетдинов ( 65' Раков), Миранчук ( 46' Глушенков), Карпукас 28' ( 68' Марадишвили), Игнатьев 32' ( 46' Изидор 83'), Камано ( 84' Митай) |                |       |            | |

| 21 мая 2023 28 тур | Крылья Советов                               | 3:0   | Урал | Самара |
| 14:00 МСК | Бейл 45+4′ · Цыпченко 53′ · Гарре 60′ (пен.) | отчёт |      | Стадион: Солидарность Самара Арена Зрителей: 4886 Судья: Мешков (Дмитров) Помощники судьи: Ковалёв (Реутов), Петросян (Бронницы) Видеопомощник судьи (VAR): Турбин (Дмитров) Ассистент видеопомощника судьи (AVAR): Шаламберидзе (Москва) Резервный судья: Фёдоров (Петрозаводск) Игрок матча: Гленн Бейл (Крылья Советов) |
| Крылья Советов: (4—4—2): Ломаев ( 21' Фролов), Евгеньев, Горшков, Солдатенков , Бейл, Бабкин ( 66' Костанца), Витюгов ( 80' Гапонов), Ежов ( 66' Рассказов), Гарре, Цыпченко ( 66' Шитов), Писарский · Урал: (4—2—3—1): Памазун, Мамин, Бевеев, Кулаков 77', Бегич, Егорычев, Мишкич ( 77' Подберёзкин), Сиссе ( 60' Сигнатулин), Юшин ( 77' Цулукидзе), Биквалфи ( 80' Железнов), Каштанов |                                              |       |      | |

| 28 мая 2023 29 тур | Факел                     | 2:1   | Крылья Советов | Воронеж |
| 16:30 МСК | Мендель 12′ · Акбашев 57′ | отчёт | 75′ Рассказов  | Стадион: Центральный Зрителей: 13 070 Судья: Безбородов (Санкт-Петебург) Помощники судьи: Данченко (Уфа), Мосякин (Москва), Лунёв (Новосибирск) Видеопомощник судьи (VAR): Кукуян (Сочи) Ассистент видеопомощника судьи (AVAR): Гаврилин (Владимир) Резервный судья: Зияков (Набережные Челны) Игрок матча: Роман Акбашев (Факел) |
| Факел: (3—5—2): Свинов, Божин, Калинин, Морозов, Акбашев 54', Альшин 65' ( 79' Рабей), Мендель ( 31', Якимов 46' Суслов), Квеквескири , Брахими ( 79' Черов), Аппаев, Гонгадзе ( 35' Марков) · Крылья Советов: (4—4—2): Фролов, Евгеньев 36', Горшков ( 72' Гапонов), Солдатенков , Бейл, Костанца 22', Витюгов ( 72' Бабкин), Ежов Якимов ( 53' Рассказов), Гарре ( 90' Зуев), Цыпченко, Писарский ( 53' Шитов) |                           |       |                | |

| 3 июня 2023 30 тур | Крылья Советов | 1:0                   | Спартак    | Самара |
| 17:00 МСК | Гарре 53′      | отчёт отчёт (Спартак) | 65' Промес | Стадион: Солидарность Самара Арена Зрителей: 18 196 Судья: Амелин (Тула) Помощники судьи: Болховитин, Большаков Видеопомощник судьи (VAR): Карасёв (Москва) Ассистент видеопомощника судьи (AVAR): Усачёв (Ростов-на-Дону) Резервный судья: Бобровский (все – Санкт-Петербург) Игрок матча: Гленн Бейл (Крылья Советов) |
| Крылья Советов: (4—4—2): Фролов 90+5', Бейл, Гапонов, Солдатенков , Горшков ( 64' Цыпченко), Рассказов, Костанца, Бабкин ( 75' Витюгов), Ежов, Гарре 64' ( 88' Зуев), Шитов 45+1' ( 75' Зотов) · Спартак: (4—3—3): Максименко, Денисов 39' ( 46' Тавариш), Литвинов 42', Чернов 45+2', Хлусевич, Зобнин , Пруцев ( 60' Мозес), Мартинс, Зиньковский, Промес, Игнатов 31' ( 60' Бальде, 77' Мелёшин) · Джикия 43' 43', Валье 43' |                |                       |            | |

## Кубок России
Путь команд РПЛ. Групповой раунд. Группа B
| Поз | Команда                 | И | В | ВП | ПП | П | МЗ | МП | РМ  | О  | Квалификация                              |
| --- | ----------------------- | - | - | -- | -- | - | -- | -- | --- | -- | ----------------------------------------- |
| 1   | Спартак (Москва)        | 6 | 4 | 0  | 1  | 1 | 10 | 3  | +7  | 13 | Выход в 1/4 финала верхней сетки плей-офф |
| 2   | Крылья Советов (Самара) | 6 | 4 | 0  | 0  | 2 | 7  | 4  | +3  | 12 | Выход в 1/4 финала верхней сетки плей-офф |
| 3   | Зенит (Санкт-Петербург) | 6 | 3 | 1  | 0  | 2 | 6  | 6  | 0   | 11 | Выход в 1/4 финала нижней сетки плей-офф  |
| 4   | Факел (Воронеж)         | 6 | 0 | 0  | 0  | 6 | 1  | 11 | −10 | 0  |                                           |

| 30 августа 2022 1 тур | Спартак                   | 1:0                     | Крылья Советов | Москва |
| 19:00 МСК | Соболев 19' · Мелёшин 46′ | отчёт отчёт СЭ отчёт СМ |                | Стадион: Открытие Банк Арена Зрителей: 7573 Судья: Иванов Помощники судьи: Усачёв, Петросян (все — Ростов-на-Дону) Видеопомощник судьи (VAR): Панин (Дмитров) Ассистент видеопомощника судьи (AVAR): Богач (Люберцы) Резервный судья: Сельдяков (Балашиха) Игрок матча: Богдан Овсянников (Крылья Советов) |
| Спартак: (4–3–3): Максименко, Чернов 90+2', Денисов ( 86' Классен), Игнатов, Маслов, Мелёшин ( 59' Промес), Пруцев, Рассказов ( 60' Хлусевич 64'), Рыбус 41' ( 72' Зобнин), Соболев, Умяров ( 58' Литвинов) · Крылья Советов: (5–4–1): Овсянников, Бейл, Евгеньев, Гапонов, Горшков ( 46' Барач), Хубулов ( 83' Хлусов), Липовой, Шитов ( 67' Глушенков), Соколов ( 67' Якуба), Солдатенков , Зотов 33' ( 90+2' Тепляков) |                           |                         |                | |

| 14 сентября 2022 2 тур | Крылья Советов                 | 2:0                      | Зенит | Самара |
| 17:30 МСК | Цыпченко 83′ · Глушенков 90+2′ | отчёт отчёт СЭ отчёт ЧЕМ |       | Стадион: Солидарность Самара Арена Зрителей: 8496 Судья: Кукуляк (Калуга) Помощники судьи: Чельцов, Шаламберидзе (все – Москва) Видеопомощник судьи (VAR): Шадыханов Ассистент видеопомощника судьи (AVAR): Мосякин (оба – Москва) Резервный судья: Силантьев (Самара) Игрок матча: Дмитрий Цыпченко (Крылья Советов) |
| Крылья Советов: (4–4–2): Овсянников, Горшков 4' ( 46' Бейл), Евгеньев, Зотов , Барач, Бабкин ( 55' Якуба), Витюгов, Пиняев ( 46' Чиркович), Хубулов ( 81' Глушенков), Цыпченко 75', Шитов ( 69' Рахманович) · Зенит: (4–3–3): Куарежма, Чистяков, Круговой, Адамов ( 57' Караваев), Алип, Бакаев ( 66' Мостовой), Клаудиньо 75' 77', Сутормин ( 58' Кузяев), Ерохин 78', Мантуан ( 67' Сергеев), Кассьерра ( 81' Родригао) |                                |                          |       | |

| 29 сентября 2022 3 тур | Факел | 0:1            | Крылья Советов | Воронеж |
| 17:30 МСК |       | отчёт отчёт СЭ | 6′ Чиркович    | Стадион: Центральный Зрителей: 9576 Судья: Фролов Помощники судьи: Сафьян, Мурашов (все – Москва) Видеопомощник судьи (VAR): Панин (Дмитров) Ассистент видеопомощника судьи (AVAR): Кобзев (Москва) Резервный судья: Низовцев (Нижний Новгород) Игрок матча: Богдан Овсянников (Крылья Советов) |
| Факел: (3–4–3): Городовой, Суслов, Смирнов, Дашаев, Шаваев ( 74' Аппаев), Мастерной, Акбашев ( 46' Дмитриев), Черов ( 46' Калинин), Магаль , Максимов ( 63' Ершов), Ивахнов ( 46' Гонгадзе) · Крылья Советов: (4–4–2): Овсянников, Бейл 41' ( 46' Горшков), Солдатенков , Барач, Зотов, Чиркович ( 76' Якуба), Бабкин ( 85' Рахманович), Витюгов, Пиняев ( 46' Ежов), Цыпченко 28', Хубулов ( 58' Шитов) |       |                |                | |

| 20 октября 2022 4 тур | Зенит            | 2:1                      | Крылья Советов | Санкт-Петербург |
| 20:30 МСК | Сергеев 17′, 46′ | отчёт отчёт СЭ отчёт СЭ2 | 79′ Чиркович   | Стадион: Газпром Арена Зрителей: 16 080 Судья: Иванов Помощники судьи: Усачёв, Петросян (все — Ростов-на-Дону) Видеопомощник судьи (VAR): Турбин (Дмитров) Ассистент видеопомощника судьи (AVAR): Хатуев (Грозный) Резервный судья: Фёдоров (Петрозаводск) Игрок матча: Сергей Пиняев (Крылья Советов) |
| Зенит: (4–3–3): Кержаков, Сантос ( 61' Круговой), Ловрен , Караваев, Родригао 80', Барриос, Вендел, Клаудиньо, Кузяев ( 61' Мостовой, 83' Мантуан), Малком, Сергеев ( 83' Бакаев) · Крылья Советов: (3–4–3): Овсянников, Бейл ( 46' Зотов), Солдатенков , Барач, Гапонов, Липовой, Витюгов 19' ( 46' Коваленко), Бабкин ( 73' Пиняев), Соколов, Хубулов, Шитов ( 78' Чиркович) |                  |                          |                | |

| 23 ноября 2022 5 тур | Крылья Советов             | 2:1                                           | Спартак    | Самара |
| 18:00 МСК | Коваленко 73′ · Пиняев 74′ | промо матча отчёт отчёт СЭ отчёт СМ отчёт ЧЕМ | 56′ Чернов | Стадион: Солидарность Самара Арена Зрителей: 6412 Судья: Кукуян (Сочи) Помощники судьи: Стипиди, Гурбанов (оба — Краснодар) Видеопомощник судьи (VAR): Кукуляк (Калуга) Ассистент видеопомощника судьи (AVAR): Елеференко (Москва) Резервный судья: Силантьев (Самара) Игрок матча: Сергей Пиняев (Крылья Советов) |
| Крылья Советов: (4–4–2): Ломаев, Бейл 84', Евгеньев, Солдатенков , Костанца 90', Ежов, Коваленко ( 88' Рахманович), Якуба ( 8' Бабкин), Пиняев 81' ( 82' Горшков), Цыпченко ( 82' Гапонов), Глушенков ( 82' Шитов) · Спартак: (4–3–3): Максименко, Рассказов ( 66' Литвинов), Маслов, Чернов ( 66' Джикия), Классен, Пруцев, Денисов, Зобнин , Николсон, Промес, Зиньковский ( 46' Соболев) · Кузнецов (тренер вратарей) 56' |                            |                                               |            | |

| 27 ноября 2022 6 тур | Крылья Советов | 1:0            | Факел | Самара |
| 16:00 МСК | Цыпченко 66′   | отчёт отчёт СЭ |       | Стадион: Солидарность Самара Арена Зрителей: 5243 Судья: Сиденков (Санкт-Петербург) Помощники судьи: Воронцов (Ярославль), Кобзев (Москва) Резервный судья: Фёдоров (Петрозаводск) Игрок матча: Дмитрий Цыпченко (Крылья Советов) |
| Крылья Советов: (4–4–2): Ломаев 90+5', Горшков ( 84' Евгеньев), Солдатенков 52', Гапонов, Фернандо ( 46' Зотов), Ежов, Бабкин ( 73' Рахманович), Коваленко, Чиркович ( 73' Шитов), Цыпченко, Глушенков ( 89' Соколов) · Факел: (3–5–2): Свинов, Калинин 90+1', Божин 24', Морозов, Магаль , Мастерной ( 79' Гонгадзе), Квеквескири 47', Альшин 87', Акбашев 55' ( 64' Шаваев), Аппаев, Ивахнов 29' ( 46' Максимов) |                |                |       | |

Путь команд РПЛ. Плей-офф.
| 23 февраля 2023 ¼ финала | Крылья Советов           | 2:1            | Динамо      | Самара |
| 15:00 МСК | Писарский 49′ · Зуев 89′ | отчёт отчёт СЭ | 81′ Тюкавин | Стадион: Солидарность Самара Арена Зрителей: 7364 Судья: Чистяков (Азов) Помощники судьи: Ширяев, Образко (оба — Ставрополь) Видеопомощник судьи (VAR): Казарцев (Санкт-Петербург) Ассистент видеопомощника судьи (AVAR): Курочкина (Малаховка), Буланов (Саранск) Резервный судья: Волошин (Смоленск) Игрок матча: Владимир Писарский (Крылья Советов) |
| Крылья Советов: (4–4–2): Ломаев, Солдатенков , Горшков ( 78' Рассказов), Костанца, Бейл, Евгеньев, Ежов ( 85' Зуев), Рахманович ( 70' Витюгов), Писарский ( 78' Шитов), Коваленко, Гарре ( 71' Чиркович) · Динамо: (4–3–3): Шунин, Даса, Фернандес, Скопинцев, Сазонов, Кутицкий, Грулёв ( 60' Макаров), Захарян ( 73' Гагнидзе), Фомин , Смолов ( 60' Тюкавин), Нгамалё ( 73' Гладышев) |                          |                |             | |

| 1 марта 2023 ¼ финала | Динамо       | 1:1            | Крылья Советов       | Москва |
| 20:00 МСК | Гладышев 75′ | отчёт отчёт СЭ | 29′ (пен.) Писарский | Стадион: ВТБ Арена Зрителей: 6588 Судья: Кукуян (Сочи) Помощники судьи: Стипиди, Гурбанов (оба — Краснодар) Видеопомощник судьи (VAR): Левников (Санкт-Петербург) Ассистент видеопомощника судьи (AVAR): Веретёшкин (Санкт-Петербург), Фисенко (Владивосток) Резервный судья: Панин (Дмитров) Игрок матча: Владимир Писарский (Крылья Советов) |
| Динамо: (4–3–3): Лещук, Даса, Фернандес, Скопинцев 63', Сазонов, Кутицкий, Макаров 15' ( 68' Смолов), Захарян, Фомин ( 46' Гагнидзе), Нгамалё 28' ( 46' Лесовой, 85' Грулёв, Тюкавин 68' Гладышев) · Крылья Советов: (4–4–2): Ломаев 90+4', Солдатенков , Рассказов 43', Костанца, Бейл 72', Евгеньев 84', Рахманович ( 89' Гапонов), Чиркович ( 46' Зуев), Писарский ( 78' Горшков), Коваленко ( 89' Витюгов), Гарре ( 78' Шитов) |              |                |                      | |

| 15 марта 2023 ½ финала | Крылья Советов               | 2:2                      | ЦСКА                          | Самара |
| 17:30 МСК | Писарский 49′ · Цыпченко 64′ | отчёт отчёт СЭ отчёт СЭ1 | 46′ Медина · 76′ (пен.) Чалов | Стадион: Солидарность Самара Арена Зрителей: 10 364 Судья: Сухой (Люберцы) Помощники судьи: Ковалёв (Реутов), Богданов (Верея) Видеопомощник судьи (VAR): Безбородов (Санкт-Петебург) Ассистент видеопомощника судьи (AVAR): Мосякин (Москва) Резервный судья: Турбин (Дмитров) Игрок матча: Владимир Писарский (Крылья Советов) |
| Крылья Советов: (4–4–2): Ломаев, Рассказов, Солдатенков 82', Евгеньев, Бейл, Фернандо, Ежов ( 90+3' Иванисеня), Витюгов ( 87' Коваленко 90'), Гарре ( 83' Горшков), Цыпченко ( 83' Рахманович), Писарский ( 83' Шитов) · ЦСКА: (3–4–3): Тороп, Гайич, Набабкин 81', Здьелар, Мойзес, Обляков 60', Кучаев ( 59' Дивеев), Мендес, Медина ( 90' Карраскаль), Заболотный, Чалов ( 90' Ермаков) |                              |                          |                               | |

| 5 апреля 2023 ½ финала | ЦСКА              | 1:0            | Крылья Советов | Москва |
| 19:30 МСК | Бейл 90+2′ (авт.) | отчёт отчёт СЭ |                | Стадион: ВЭБ Арена Зрителей: 7849 Судья: Любимов Помощники судьи: Абусуев, Большаков (все — Санкт-Петербург) Видеопомощник судьи (VAR): Мешков (Дмитров) Ассистент видеопомощника судьи (AVAR): Данченко (Уфа) Резервный судья: Чебан (Москва) |
| ЦСКА: (3–4–3): Тороп, Мойзес, Виллиан 76', Мендес, Агапов ( 90' Дивеев), Зайнутдинов, Кучаев ( 61' Медина), Гайич 84', Обляков, Чалов ( 61' Карраскаль 81'), Заболотный · Крылья Советов: (4–4–2): Ломаев, Бейл, Костанца, Гарре ( 90+4' Чиркович), Рассказов, Солдатенков , Евгеньев 21', Коваленко 90+4' ( 90+4' Витюгов), Горшков, Цыпченко ( 86' Шитов), Писарский |                   |                |                | |

Путь регионов. Плей-офф.
| 19 апреля 2023 ½ финала | Краснодар                 | 2:2 (3:0 пен.)             | Крылья Советов                 | Краснодар |
| 19:00 МСК | Сперцян 32′ · Кордоба 70′ | отчёт                      | 90+3′ Цыпченко · 90+5′ Гапонов | Стадион: Краснодар Зрителей: 18 478 Судья: Шадыханов Помощники судьи: Мосякин, Шаламберидзе (все — Москва) Видеопомощник судьи (VAR): Мешков (Дмитров) Ассистент видеопомощника судьи (AVAR): Шанин (оба — Москва) Резервный судья: Фёдоров (Петрозаводск) Игрок матча: Матвей Сафонов (Краснодар) |
| | Пенальти                  |                            |                                | |
| Сперцян · Баньяц · Ахметов |                           | Бейл · Писарский · Горшков |                                | |
| Краснодар: (4—3—3): Сафонов , Рамирес, Литвинов, Петров ( 75' Волков), Кайо, Кривцов, Сперцян, Батчи ( 75' Олусегун), Ионов ( 64' Ахметов), Черников ( 18' Баньяц), Кордоба ( 86' Мозес) · Крылья Советов: (4—4—2): Овсянников, Бейл 90', Рассказов ( 46' Горшков), Гапонов, Зотов , Витюгов ( 63' Костанца), Рахманович 45', Чиркович ( 46' Гарре), Бабкин, Зуев ( 80' Цыпченко), Шитов ( 77' Писарский) |                           |                            |                                | |

## Товарищеские и контрольные матчи
летний тренировочный сбор 2022
| 28 июня 2022 | Рубин                               | 3:1                 | Крылья Советов         | Казань                              |
| 16:00 МСК | Муллин 9′ · Фамейе 41′ · Зотов 107′ | отчёт матч в записи | 131′ (авт.) Ломовицкий | Стадион: Ак Барс Арена Зрителей: 50 |
| Рубин: состав · Крылья Советов: · (1 тайм): Овсянников, Горшков, Гапонов, Солдатенков, Бейл, Витюгов, Иванисеня, Липовой ( 28' Костанца), Пиняев, Арустамян, Цыпченко · (2 тайм): Ломаев, Костанца, Барач, Бейл ( 69' Горшков), Солдатенков ( 69' Иванисеня), Якуба, Коваленко, Ежов, Арустамян ( 60' Липовой), Соколов ( 69' Великородный), Глушенков · (3 тайм): Фролов, Тепляков, Цорн, Никитенков, Гудков, Великородный, Коваленко ( 23' Витюгов), Салтыков, Герчиков, Тоцкий, Хлусов |                                     |                     |                        |                                     |

| 30 июня 2022 | Крылья Советов | 0:3                 | Акрон                                               | Казань                            |
| 12:00 МСК |                | отчёт матч в записи | 8′ (авт.) Барач · 36′ (пен.) Песегов · 120′ Кожедуб | Стадион: Центральный Зрителей: 50 |
| Крылья Советов: · (1 тайм): Овсянников, Горшков, Гапонов, Барач, Костанца, Якуба 36' ( 37' Иванисеня), Коваленко, Ежов, Пиняев, Арустамян, Глушенков · (2 тайм): Ломаев, Бейл, Горшков ( 72' Гудков), Гапонов ( 72' Великородный), Солдатенков, Витюгов ( 72' Якуба), Иванисеня, Ежов ( 72' Пиняев), Липовой, Соколов, Цыпченко · (3 тайм): Фролов, Солдатенков ( 113' Иванисеня), Никитенков, Гудков, Бейл ( 104' Тепляков), Герчиков, Витюгов, Великородный, Салтыков, Хлусов, Тоцкий · Акрон: состав |                |                     |                                                     |                                   |

| 5 июля 2022 | Ахмат | 0:1               | Крылья Советов | Новогорск                                       |
| 11:00 МСК |       | отчёт обзор матча | 50′ Глушенков  | Стадион: УТЦ "Новогорск" Зрителей: без зрителей |
| Ахмат: состав · Крылья Советов: Ломаев, Горшков, Гапонов, Солдатенков, Бейл ( 55' Герчиков), Иванисеня, Коваленко ( 65' Арустамян), Ежов, Пиняев ( 65' Великородный), Цыпченко, Глушенков |       |                   |                |                                                 |

| 5 июля 2022 | Ахмат     | 1:2         | Крылья Советов             | Новогорск                                       |
| 17:30 МСК | Ильин 67′ | обзор матча | 45′ Хлусов · 63′ Арустамян | Стадион: УТЦ "Новогорск" Зрителей: без зрителей |
| Ахмат: состав · Крылья Советов: Овсянников ( 41' Фролов), Костанца ( 50' Иванисеня), Никитенков, Барач ( 41' Тепляков), Герчиков ( 41' Хлусов), Гудков ( 61' Герчиков), Якуба, Соколов ( 50' Цыпченко), Великородный ( 50' Пиняев), Липовой, Арустамян |           |             |                            |                                                 |

| 9 июля 2022 | Урал | 0:3                                   | Крылья Советов                          | Екатеринбург                                 |
| 13:15 МСК |      | отчёт обзор матча КС обзор матча Урал | 63′ Коваленко · 65′ Пиняев · 114′ Якуба | Стадион: Екатеринбург Арена Зрителей: 10 000 |
| Урал: состав · Крылья Советов: (1–2 тайм): Ломаев, Горшков, Гапонов, Солдатенков, Бейл, Иванисеня ( 40' Якуба), Коваленко, Ежов, Пиняев ( 77' Великородный), Цыпченко, Глушенков ( 61' Соколов) · (3 тайм): Фролов, Никитенков, Тепляков, Иванисеня ( 90' Солдатенков), Бейл ( 97' Горшков, 108' Пиняев), Якуба, Витюгов, Липовой, Великородный, Хлусов, Соколов |      |                                       |                                         |                                              |

зимний тренировочный сбор 2023
| 17 января 2023 | Сумгаит | 0:1               | Крылья Советов | Аксу                                    |
| 14:30 МСК |         | отчёт обзор матча | 86′ Шитов      | Стадион: Титаник Мардан (запасное поле) |
| Сумгаит: состав · Крылья Советов: · (1 тайм): Фролов, Зотов, Гапонов, Евгеньев, Бейл, Бабкин, Цыпченко, Чиркович, Ежов, Рахманович, Писарский · (2 тайм): Фролов ( 80' Веселов), Солдатенков, Каптилович, Тепляков ( 69' Цорн), Соколов, Липовой, Бобёр ( 69' Хлусов), Салтыков, Витюгов, Хубулов, Шитов |         |                   |                |                                         |

| 19 января 2023 | неизвестен | 0:2   | Крылья Советов              | Белек |
|                |            | отчёт | Рахманович · (пен.) Соколов |       |

| 23 января 2023 | Раднички (Ниш)                                                   | 4:1               | Крылья Советов                | Аксу                                    |
| 15:00 МСК | Мичин 7′ (пен.) · Месарович 22′ · Цветкович 64′ · Марьянович 77′ | отчёт обзор матча | 40′ Писарский · 16' Писарский | Стадион: Титаник Мардан (запасное поле) |
| Раднички (Ниш): состав · Крылья Советов: · (1 тайм): Фролов, Горшков, Барач ( 36' Гапонов), Евгеньев, Бейл, Бабкин, Цыпченко, Чиркович, Ежов, Хубулов, Писарский · (2 тайм): Фролов, Хлусов, Солдатенков, Гапонов, Зотов, Тоцкий, Витюгов, Коваленко, Салтыков, Соколов, Шитов |                                                                  |                   |                               |                                         |

| 28 января 2023 | СКА-Хабаровск | 0:3               | Крылья Советов                                | Анталья                             |
| 11:00 МСК 18:00 ХБР |               | отчёт обзор матча | 3′ Цыпченко · 5′ (пен.) Хубулов · 85′ Гапонов | Стадион: отеля Nirvana Cosmopolitan |
| Крылья Советов: Овсянников, Зотов, Барач, Евгеньев, Рассказов, Бабкин, Витюгов, Чиркович ( 46' Григорьев), Салтыков, Хубулов, Цыпченко · (с 62 минуты): Овсянников, Горшков, Гапонов, Солдатенков, Григорьев, Коваленко, Костанца, Ежов, Тоцкий, Рахманович, Шитов |               |                   |                                               |                                     |

| 28 января 2023 | Рубин                        | 2:1                                    | Крылья Советов | Белек                        |
| 17:00 МСК | Тесленко 9′ · Ломовицкий 66′ | отчёт обзор матча КС обзор матча Рубин | 70′ Цыпченко   | Стадион: отеля Bellis Deluxe |
| Крылья Советов: Ломаев, Горшков, Гапонов, Солдатенков, Бейл, Коваленко, Фернандо ( 46' Витюгов), Чиркович, Ежов, Рахманович, Шитов · (с 62 минуты): Ломаев, Зотов, Барач, Евгеньев, Бейл, Салтыков ( 75' Тоцкий), Бабкин, Витюгов, Григорьев, Цыпченко, Хубулов |                              |                                        |                |                              |

| 3 февраля 2023 | Шинник            | 2:1               | Крылья Советов | Аксу                                    |
| 10:45 МСК | И.Соколов 4′, 16′ | отчёт обзор матча | 87′ Писарский  | Стадион: Титаник Мардан (запасное поле) |
| Крылья Советов: Овсянников, А.Соколов ( 66' Коваленко), Гапонов ( 79' Солдатенков), Зотов ( 66' Рахманович), Тоцкий ( 66' Фернандо), Бабкин ( 66' Писарский), Цыпченко ( 79' Салтыков), Григорьев ( 53' Горшков), Салтыков ( 66' Бейл), Хубулов ( 22' Коваленко, 46' Чиркович), Шитов ( 28' Солдатенков, 46' Евгеньев) |                   |                   |                |                                         |

| 3 февраля 2023 | Оренбург                                      | 3:3               | Крылья Советов                               | Аксу                                    |
| 13:08 МСК | Обухов 16′ · Капустянский 37′ · Полуяхтов 65′ | отчёт обзор матча | 72′ Цыпченко · 76′ Салтыков · 77′ Рахманович | Стадион: Титаник Мардан (запасное поле) |
| Крылья Советов: Ломаев, Горшков ( 63' Зотов), Солдатенков, Евгеньев ( 63' Гапонов), Бейл ( 75' Горшков), Гарре ( 63' Соколов), Коваленко ( 63' Бабкин), Фернандо ( 63' Салтыков), Чиркович ( 75' Писарский), Рахманович, Писарский ( 63' Цыпченко) |                                               |                   |                                              |                                         |

| 10 февраля 2023 | Спартак U-19 (Москва) | 1:3   | Крылья Советов                        | Аксу                                    |
| 11:00 МСК | Гайдук 70′            | отчёт | Цыпченко 8′ · Хлусов 52′ · Тоцкий 68′ | Стадион: Титаник Мардан (запасное поле) |
| Спартак U-19 (Москва): состав · Крылья Советов: Фролов ( 70' Веселов), Зотов, Солдатенков ( 46' Евгеньев), Загородников, Рассказов ( 46' Горшков), Коваленко ( 46' Фернандо), Соколов, Чиркович ( 46' Хлусов), Хлусов ( 26' Тоцкий), Асайдулин, Цыпченко ( 46' Рахманович 64' 79', 79' Коваленко) |                       |       |                                       |                                         |

| 10 февраля 2023 | Аксу | 0:0   | Крылья Советов | Аксу                                                                            |
| 17:00 МСК |      | отчёт |                | Стадион: Титаник Мардан (запасное поле) Судья: Кукуляк (1 тайм), Сухой (2 тайм) |
| Крылья Советов: Овсянников ( 46' Ломаев), Горшков ( 46' Рассказов), Гапонов, Евгеньев ( 46' Солдатенков), Бейл, Фернандо ( 46' Коваленко), Бабкин, Ежов ( 78' Фернандо), Гарре ( 78' Зотов), Рахманович ( 46' Цыпченко), Писарский ( 78' Хлусов) |      |       |                |                                                                                 |

| 16 февраля 2023 | Нефтчи (Фергана)                          | 3:2   | Крылья Советов                | Аксу                                    |
| 11:00 МСК | Бобожонов 7′ · Адхамзоде 33′ · Валиев 39′ | отчёт | 65′ Солдатенков · 76′ Хубулов | Стадион: Титаник Мардан (запасное поле) |
| Нефтчи (Фергана): состав · Крылья Советов: Овсянников, Зотов, Гапонов ( 46' Солдатенков), Загородников, Рассказов ( 46' Горшков), Цыпченко ( 57' Рахманович), Бабкин ( 77' Витюгов), Зуев ( 46' Тоцкий), Хлусов, Хубулов ( 77' Коваленко), Тоцкий ( 26' Галкин) |                                           |       |                               |                                         |

| 16 февраля 2023 | Торпедо (Москва) | 0:3   | Крылья Советов                           | Анталья                             |
| 17:30 МСК |                  | отчёт | 14′ Гарре · 43′ Писарский · 84′ Цыпченко | Стадион: отеля Nirvana Cosmopolitan |
| Торпедо (Москва): состав · Крылья Советов: Ломаев, Горшков ( 46' Рассказов), Евгеньев, Солдатенков ( 46' Гапонов), Бейл, Витюгов ( 77' Бабкин), Коваленко ( 85' Горшков), Фернандо, Гарре ( 71' Зуев), Рахманович ( 62' Цыпченко), Писарский |                  |       |                                          |                                     |

| 24 марта 2023 благотворительный матч | Крылья Советов                                | 4:0               | сборная Winline Медиалиги | Самара                                                                   |
| 18:00 МСК | Нападатель 6′ · Гога 37′ · Хлус 48′ · Тоц 50′ | отчёт обзор матча |                           | Стадион: Солидарность Самара Арена Зрителей: 3352 Судья: Юрий Апанасенко |
| Крылья Советов: Фрол, Гапа, Циркуль , Рассказ, Гога, Витя, Сеня, Чира, Зуиньо , Цыпа, Нападатель ( Рыжий, Водолаз , Топор, Бен, Тяпа, Фера, Цорн, Хлус, Дирижёр, Тоц, Зидан) · Winline Медиалиги: Зириков, Поникаров, Акопов, Дьяков, Тигиев, Катрич, Алекс, Бирюков, Макеев, Прокопьев, Кутузов ( Дубников, Кузькин, Левшук, Карат, Давыдов, Капитанов, Чичерин, Казанков, Лушников, Комисов, Севостьянов, Будаков, Хантер, Авдалян, Цай) |                                               |                   |                           |                                                                          |

| 26 марта 2023 | Крылья Советов                                              | 5:2 | Сокол (Саратов)                | Самара             |
| 11:00 МСК | Цыпченко 17′ · Витюгов 24′ · Гарре 29′ · Писарский 65′, 80′ |     | 61′ Фасхутдинов · 78′ Турсунов | Стадион: Металлург |
| Крылья Советов: Овсянников, Гапонов ( 66' Иванисеня), Евгеньев ( 46' Цорн), Зотов ( 11' Хлусов), Рассказов ( 56' Тепляков), Витюгов ( 69' Шитов), Иванисеня ( 46' Костанца), Чиркович ( 46' Бейл), Гарре ( 57' Асайдулин), Цыпченко ( 46' Тоцкий), Шитов ( 46' Писарский) |                                                             |     |                                |                    |

## Игры и голы
| №.                                      | Нац.                      | Позиция | Игрок                           | Всего | Всего | Чемпионат | Чемпионат | Кубок | Кубок |
| №.                                      | Нац.                      | Позиция | Игрок                           | Игры  | Голы  | Игры      | Голы      | Игры  | Голы  |
| Вратари                                 |                           |         |                                 |       |       |           |           |       |       |
| --------------------------------------- | ------------------------- | ------- | ------------------------------- | ----- | ----- | --------- | --------- | ----- | ----- |
| 1                                       | Флаг России               | Вр      | Иван Ломаев                     | 28    | -41   | 22        | -35       | 6     | -6    |
| 39                                      | Флаг России               | Вр      | Евгений Фролов                  | 3     | -2    | 3         | -2        | -     | -     |
| 81                                      | Флаг России               | Вр      | Богдан Овсянников               | 11    | -13   | 6         | -8        | 5     | -5    |
| Защитники                               |                           |         |                                 |       |       |           |           |       |       |
| 4                                       | Флаг России               | Защ     | Александр Солдатенков           | 34    | 0     | 25        | 0         | 9     | 0     |
| 5                                       | Флаг России               | Защ     | Юрий Горшков                    | 34    | 0     | 24        | 0         | 10    | 0     |
| 15                                      | Флаг России               | Защ     | Николай Рассказов               | 17    | 1     | 12        | 1         | 5     | 0     |
| 22                                      | Флаг Италии               | Защ     | Фернандо Костанца               | 20    | 3     | 13        | 3         | 7     | 0     |
| 23                                      | Флаг Нидерландов          | Защ     | Гленн Бейл                      | 38    | 2     | 28        | 2         | 10    | 0     |
| 24                                      | Флаг России               | Защ     | Роман Евгеньев                  | 37    | 1     | 29        | 1         | 8     | 0     |
| 31                                      | Флаг России               | Защ     | Георгий Зотов                   | 18    | 0     | 12        | 0         | 6     | 0     |
| 72                                      | Флаг России               | Защ     | Владислав Тепляков              | 1     | 0     | 0         | 0         | 1     | 0     |
| 95                                      | Флаг России               | Защ     | Илья Гапонов                    | 22    | 2     | 16        | 1         | 6     | 1     |
| Полузащитники                           |                           |         |                                 |       |       |           |           |       |       |
| 6                                       | Флаг России               | ПЗ      | Сергей Бабкин                   | 22    | 1     | 16        | 1         | 6     | 0     |
| 8                                       | Флаг России               | ПЗ      | Максим Витюгов                  | 36    | 0     | 28        | 0         | 8     | 0     |
| 10                                      | Флаг России               | ПЗ      | Денис Якуба                     | 14    | 1     | 10        | 1         | 4     | 0     |
| 11                                      | Флаг России               | ПЗ      | Роман Ежов                      | 27    | 3     | 22        | 3         | 5     | 0     |
| 14                                      | Флаг России               | ПЗ      | Александр Коваленко             | 30    | 2     | 23        | 1         | 7     | 1     |
| 20                                      | Флаг Боснии и Герцеговины | ПЗ      | Амар Рахманович                 | 25    | 1     | 17        | 1         | 8     | 0     |
| 21                                      | Флаг Украины              | ПЗ      | Дмитрий Иванисеня               | 3     | 0     | 2         | 0         | 1     | 0     |
| 29                                      | Флаг России               | ПЗ      | Александр Зуев                  | 13    | 1     | 10        | 0         | 3     | 1     |
| 30                                      | Флаг Сербии               | ПЗ      | Александр Чиркович              | 20    | 3     | 12        | 1         | 8     | 2     |
| Нападающие                              |                           |         |                                 |       |       |           |           |       |       |
| 7                                       | Флаг России               | Нап     | Дмитрий Цыпченко                | 31    | 7     | 24        | 3         | 7     | 4     |
| 9                                       | Флаг России               | Нап     | Владимир Сычевой                | 16    | 3     | 11        | 0         | 5     | 3     |
| 19                                      | Флаг России               | Нап     | Никита Хлусов                   | 1     | 0     | 0         | 0         | 1     | 0     |
| 28                                      | Флаг Аргентины            | Нап     | Бенхамин Гарре                  | 18    | 3     | 13        | 3         | 5     | 0     |
| 73                                      | Флаг России               | Нап     | Владислав Шитов                 | 34    | 2     | 23        | 2         | 11    | 0     |
| Покинувшие команду или ушедшие в аренду |                           |         |                                 |       |       |           |           |       |       |
| 9                                       | Флаг России               | ПЗ      | Сергей Пиняев Локомотив (М.)    | 15    | 4     | 11        | 3         | 4     | 1     |
| 13                                      | Флаг России               | ПЗ      | Данил Липовой → Волгарь         | 7     | 0     | 5         | 0         | 2     | 0     |
| 15                                      | Флаг России               | Нап     | Максим Глушенков Локомотив (М.) | 20    | 6     | 16        | 5         | 4     | 1     |
| 17                                      | Флаг России               | ПЗ      | Владимир Хубулов → Химки        | 17    | 0     | 13        | 0         | 4     | 0     |
| 18                                      | Флаг России               | ПЗ      | Артём Соколов → Пари НН         | 15    | 0     | 12        | 0         | 3     | 0     |
| 44                                      | Флаг Хорватии             | Защ     | Матео Барач → Остенде           | 12    | 0     | 8         | 0         | 4     | 0     |

тренерская статистика
| Главный тренер | Турнир    | Начало сезона | Окончание сезона | Результаты | Результаты | Результаты | Результаты | Результаты |
| Главный тренер | Турнир    | Начало сезона | Окончание сезона | И          | В          | Н          | П          | В %        |
| -------------- | --------- | ------------- | ---------------- | ---------- | ---------- | ---------- | ---------- | ---------- |
| Игорь Осинькин | Чемпионат | 16 июля 2022  | 4 июня 2023      | 30         | 8          | 8          | 14         | 026,67     |
| Игорь Осинькин | Кубок     | 16 июля 2022  | 4 июня 2023      | 11         | 5          | 3          | 3          | 045,45     |
| Всего          | Всего     | Всего         | Всего            | 41         | 13         | 11         | 17         | 031,71     |

## Статистика
| Дата         | Матч        | Счёт | Дубль              | Хет-трик |
| ------------ | ----------- | ---- | ------------------ | -------- |
| 16 июля 2022 | Оренбург—КС | 2:4  | Глушенков 54′, 72′ | —        |

| Дата            | Матч       | Счёт | Дубль                            | Хет-трик |
| --------------- | ---------- | ---- | -------------------------------- | -------- |
| 22 июля 2022    | Зенит—КС   | 3:0  | Мостовой 5′, 31′                 | —        |
| 9 октября 2022  | Спартак—КС | 5:2  | Соболев 50′, 61′                 | —        |
| 9 октября 2022  | Спартак—КС | 5:2  | Промес 45+5′, 90+5′              | —        |
| 20 октября 2022 | Зенит—КС   | 2:0  | Сергеев 17′, 46′                 | —        |
| 29 апреля 2023  | КС—Зенит   | 1:5  | Малком 19′ (пен.), 55′, 68′, 74′ | —        |

автоголы пропущенные
| Дата          | Матч        | Счёт | Игрок    | Время        |
| ------------- | ----------- | ---- | -------- | ------------ |
| 16 июля 2022  | Оренбург—КС | 2:4  | Цыпченко | 31′ (авт.)   |
| 5 апреля 2023 | ЦСКА—КС     | 1:0  | Бейл     | 90+2′ (авт.) |

| Дата             | Матч               | Счёт | Игрок     | Время   |
| ---------------- | ------------------ | ---- | --------- | ------- |
| 18 августа 2022  | Локомотив—КС       | 1:1  | Глушенков | 8'      |
| 10 сентября 2022 | Химки—КС           | 0:0  | Барач     | 19'     |
| 30 октября 2022  | КС—Нижний Новгород | 2:1  | Бейл      | 90'+10' |
| 1 марта 2023     | Динамо—КС          | 1:1  | Писарский | 29'     |
| 21 мая 2023      | КС—Урал            | 3:0  | Гарре     | 60'     |

| Дата             | Матч                    | Счёт | Вратарь    | Игрок      | Время |
| ---------------- | ----------------------- | ---- | ---------- | ---------- | ----- |
| 22 июля 2022     | Зенит—КС                | 3:0  | Ломаев     | Мостовой   | 5'    |
| 22 июля 2022     | Зенит—КС                | 3:0  | Ломаев     | Кузяев     | 12'   |
| 13 августа 2022  | Локомотив—КС            | 1:1  | Ломаев     | Камано     | 18'   |
| 30 августа 2022  | Спартак—КС              | 1:0  | Овсянников | Соболев    | 19'   |
| 17 сентября 2022 | Ростов—КС               | 2:1  | Ломаев     | Полоз      | 67'   |
| 24 октября 2022  | Урал—КС                 | 1:0  | Овсянников | Каштанов   | 26'   |
| 30 октября 2022  | КС—Нижний Новгород      | 2:1  | Овсянников | Сулейманов | 32'   |
| 12 ноября 2022   | КС—Ростов               | 1:3  | Овсянников | Полоз      | 38'   |
| 15 марта 2023    | КС—ЦСКА                 | 2:2  | Ломаев     | Чалов      | 76'   |
| 23 апреля 2023   | Пари Нижний Новгород—КС | 2:1  | Ломаев     | Сулейманов | 36'   |
| 29 апреля 2023   | КС—Зенит                | 1:5  | Ломаев     | Малком     | 19'   |
| 3 июня 2023      | КС—Спартак              | 1:0  | Фролов     | Промес     | 65'   |

| Вратарь    | Чемпионат | Кубок | Всего |
| ---------- | --------- | ----- | ----- |
| Ломаев     | 4         | 1     | 5     |
| Овсянников | 2         | 2     | 4     |
| Фролов     | 2         | —     | 2     |

| Турнир               | Тур | Дата             | Матч       | Минут1     | Минут2     | Счёт |
| -------------------- | --- | ---------------- | ---------- | ---------- | ---------- | ---- |
| Овсянников — 343'22" |     |                  |            |            |            |      |
| Кубок                | 1   | 30 августа 2022  | Спартак—КС | 90'+7'06"  | 45'+3'34"  | 1:0  |
| Кубок                | 2   | 14 сентября 2022 | КС—Зенит   | 90'+5'38"  | 90'+5'38"  | 2:0  |
| Кубок                | 3   | 29 сентября 2022 | Факел—КС   | 90'+7'04"  | 90'+7'04"  | 0:1  |
| Чемпионат            | 13  | 16 октября 2022  | КС—Сочи    | 90'+10'31" | 90'+10'31" | 2:0  |
| Кубок                | 4   | 20 октября 2022  | Зенит—КС   | 93'32"     | 16'35"     | 1:0  |

рассмотрение судейства с участием команды
| Дата             | Матч               | Счёт | Судья                      | Событие                                                        | Видео            |
| ---------------- | ------------------ | ---- | -------------------------- | -------------------------------------------------------------- | ---------------- |
| 7 августа 2022   | КС—Динамо          | 0:2  | Мешков (Дмитров)           | правильно отменён гол в ворота Динамо                          | Видео на YouTube |
| 30 августа 2022  | Спартак—КС         | 1:0  | Иванов (Ростов-на-Дону)    | правильно назначен пенальти в ворота КС                        | Видео на YouTube |
| 4 сентября 2022  | КС—ЦСКА            | 0:1  | Любимов (Санкт-Петербург)  | ошибочно не назначен пенальти в ворота КС                      | Видео на YouTube |
| 17 сентября 2022 | Ростов—КС          | 2:1  | Кукуян (Сочи)              | правильно засчитан гол в ворота КС                             | Видео на YouTube |
| 17 сентября 2022 | Ростов—КС          | 2:1  | Кукуян (Сочи)              | правильно отменён гол в ворота Ростова                         | Видео на YouTube |
| 3 октября 2022   | КС—Краснодар       | 0:0  | Сухой (Люберцы)            | правильно не показана вторая жёлтая карточка игроку Краснодара | Видео на YouTube |
| 3 октября 2022   | КС—Краснодар       | 0:0  | Сухой (Люберцы)            | правильно не назначен пенальти в ворота Краснодара             | Видео на YouTube |
| 3 октября 2022   | КС—Краснодар       | 0:0  | Сухой (Люберцы)            | ошибочно не засчитан гол в ворота Краснодара                   | Видео на YouTube |
| 3 октября 2022   | КС—Краснодар       | 0:0  | Сухой (Люберцы)            | ошибочно не показана вторая жёлтая карточка игроку Краснодара  | Видео на YouTube |
| 24 октября 2022  | Урал—КС            | 2:1  | Левников (Санкт-Петербург) | ошибочно показана красная карточка игроку КС                   | Видео на YouTube |
| 24 октября 2022  | Урал—КС            | 2:1  | Левников (Санкт-Петербург) | ошибочно не назначен пенальти в ворота КС                      | Видео на YouTube |
| 30 октября 2022  | КС—Нижний Новгород | 2:1  | Мешков (Дмитров)           | правильно не назначен пенальти в ворота КС                     | Видео на YouTube |
| 30 октября 2022  | КС—Нижний Новгород | 2:1  | Мешков (Дмитров)           | ошибочно назначен пенальти в ворота Нижнего Новгорода          | Видео на YouTube |
| 30 октября 2022  | КС—Нижний Новгород | 2:1  | Мешков (Дмитров)           | правильно засчитан гол в ворота Нижнего Новгорода              | Видео на YouTube |
| 12 ноября 2022   | КС—ЦСКА            | 1:3  | Любимов (Санкт-Петербург)  | ошибочно не зафиксировано нарушение в атакующей фазе КС        | Видео на YouTube |
| 12 ноября 2022   | КС—ЦСКА            | 1:3  | Любимов (Санкт-Петербург)  | правильно не назначен пенальти в ворота Ростова                | Видео на YouTube |
| 19 марта 2023    | КС—Ахмат           | 0:1  | Шафеев (Волгоград)         | правильно не назначен пенальти в ворота Ахмата                 | Видео на YouTube |

## Выступления за Сборные в сезоне
матчи за сборные после 21 мая — даты официального окончания сезона 2021/2022
| Игрок КС                               | Дата                      | Соперники                 | Статус                    | Счёт                      | Статистика                | Источник                  |
| Сборная России по футболу              | Сборная России по футболу | Сборная России по футболу | Сборная России по футболу | Сборная России по футболу | Сборная России по футболу | Сборная России по футболу |
| -------------------------------------- | ------------------------- | ------------------------- | ------------------------- | ------------------------- | ------------------------- | ------------------------- |
| Максим Глушенков                       | 24 сентября 2022          | Кыргызстан                | т.м.                      | 2:1                       | 45' ( 46')                | [ 132 ]                   |
| Роман Ежов                             | 24 сентября 2022          | Кыргызстан                | т.м.                      | 2:1                       | 45' ( 45')                | [ 132 ]                   |
| Александр Коваленко                    | 24 сентября 2022          | Кыргызстан                | т.м.                      | 2:1                       | 45' ( 45')                | [ 132 ]                   |
| Александр Солдатенков                  | 17 ноября 2022            | Таджикистан               | т.м.                      | 0:0                       | 90'                       | [ 133 ]                   |
| Сергей Пиняев                          | 17 ноября 2022            | Таджикистан               | т.м.                      | 0:0                       | 84' ( 84')                | [ 133 ]                   |
| Сергей Пиняев                          | 20 ноября 2022            | Узбекистан                | т.м.                      | 0:0                       | 14' ( 76')                | [ 134 ]                   |
| Сборная России по футболу (до 21 года) |                           |                           |                           |                           |                           |                           |
| Артём Соколов                          | 21 сентября 2022          | Беларусь (21)             | т.м.                      | 6:1                       | 59' ( 59')                | [ 135 ]                   |
| Владислав Шитов                        | 21 сентября 2022          | Беларусь (21)             | т.м.                      | 6:1                       | 45' ( 46'), 64′           | [ 135 ]                   |
| Артём Соколов                          | 24 сентября 2022          | Казахстан (21)            | т.м.                      | 2:1                       | 45' ( 46'), 46'           | [ 136 ]                   |
| Владислав Шитов                        | 24 сентября 2022          | Казахстан (21)            | т.м.                      | 2:1                       | 45' ( 46')                | [ 136 ]                   |
| Александр Коваленко                    | 16 ноября 2022            | Сербия (21)               | т.м.                      | 4:0                       | 45' ( 45')                | [ 137 ] [ 138 ]           |
| Артём Соколов                          | 16 ноября 2022            | Сербия (21)               | т.м.                      | 4:0                       | 45' ( 46')                | [ 137 ] [ 138 ]           |
| Владислав Шитов                        | 16 ноября 2022            | Сербия (21)               | т.м.                      | 4:0                       | 45' ( 46')                | [ 137 ] [ 138 ]           |
| Сборная России по футболу (до 17 лет)  |                           |                           |                           |                           |                           |                           |
| Антон Бобёр                            | 24 марта 2023             | Аланьяспор (мол.)         | т.м.                      | 7:0                       | 59' ( 59'), 11′, 20′, 24′ |                           |

## СМИ
видеоотчёты «Матч ТВ» о матчах команды на видеохостингах «YouTube» (более 7,6 млн. просмотров) и «Rutube»
| Первенство страны | Первенство страны | Первенство страны | Первенство страны | Первенство страны | Первенство страны | Первенство страны    | Первенство страны | Первенство страны | Первенство страны | Первенство страны | Первенство страны    | Первенство страны | Первенство страны | Первенство страны |
| тур               | соперник          | счёт              | просмотры         | видеоссылка       | тур               | соперник             | счёт              | просмотры         | видеоссылка       | тур               | соперник             | счёт              | просмотры         | видеоссылка       |
| ----------------- | ----------------- | ----------------- | ----------------- | ----------------- | ----------------- | -------------------- | ----------------- | ----------------- | ----------------- | ----------------- | -------------------- | ----------------- | ----------------- | ----------------- |
| 1                 | Оренбург          | 4:2               | 517 875           | Видео на YouTube  | 11                | Краснодар            | 0:0               | 450 505           | Видео на YouTube  | 21                | Оренбург             | 1:1               | 14 521            | Видео на YouTube  |
| 2                 | Зенит             | 0:3               | 744 213           | Видео на YouTube  | 12                | Спартак              | 2:5               | 922 594           | Видео на YouTube  | 22                | Сочи                 | 2:1               | 15 377            | Видео на YouTube  |
| 3                 | Торпедо           | 1:1               | 383 041           | Видео на YouTube  | 13                | Сочи                 | 2:0               | 269 183           | Видео на YouTube  | 23                | Химки                | 0:0               | 13 004            | Видео на YouTube  |
| 4                 | Динамо            | 0:2               | 419 525           | Видео на YouTube  | 14                | Урал                 | 1:2               | 281 241           | Видео на YouTube  | 24                | Пари Нижний Новгород | 1:2               | 21 317            | Видео на YouTube  |
| 5                 | Локомотив         | 1:1               | 537 724           | Видео на YouTube  | 15                | Пари Нижний Новгород | 2:1               | 282 374           | Видео на YouTube  | 25                | Зенит                | 1:5               | 101 146           | Видео на YouTube  |
| 6                 | Факел             | 1:1               | 428 385           | Видео на YouTube  | 16                | Торпедо              | 2:0               | 214 318           | Видео на YouTube  | 26                | Краснодар            | 1:2               | 58 208            | Видео на YouTube  |
| 7                 | Ахмат             | 2:1               | 443 635           | Видео на YouTube  | 17                | Ростов               | 1:3               | 433 807           | Видео на YouTube  | 27                | Локомотив            | 1:1               | 38 539            | Видео на YouTube  |
| 8                 | ЦСКА              | 0:1               | 504 224           | Видео на YouTube  | 18                | Динамо               | 0:1               | 86 028            | Видео на YouTube  | 28                | Урал                 | 3:0               | 19 700            | Видео на YouTube  |
| 9                 | Химки             | 0:0               | 247 274           | Видео на YouTube  | 19                | ЦСКА                 | 0:4               | 15 168            | Видео на YouTube  | 29                | Факел                | 1:2               | 16 412            | Видео на YouTube  |
| 10                | Ростов            | 1:2               | 486 075           | Видео на YouTube  | 20                | Ахмат                | 0:1               | 10 576            | Видео на YouTube  | 30                | Спартак              | 1:0               | 29 942            | Видео на YouTube  |

видеоотчёты о матчах команды на видеохостинге «YouTube» (более 2,9 млн просмотров)
| Кубок страны | Кубок страны | Кубок страны | Кубок страны | Кубок страны     | Кубок страны | Кубок страны | Кубок страны | Кубок страны | Кубок страны     | Кубок страны | Кубок страны | Кубок страны | Кубок страны | Кубок страны     |
| этап         | соперник     | счёт         | просмотры    | видеоссылка      | этап         | соперник     | счёт         | просмотры    | видеоссылка      | этап         | соперник     | счёт         | просмотры    | видеоссылка      |
| ------------ | ------------ | ------------ | ------------ | ---------------- | ------------ | ------------ | ------------ | ------------ | ---------------- | ------------ | ------------ | ------------ | ------------ | ---------------- |
| 1 тур        | Спартак      | 0:1          | 514 569      | Видео на YouTube | 3 тур        | Факел        | 1:0          | 145 506      | Видео на YouTube | 5 тур        | Спартак      | 2:1          | 375 710      | Видео на YouTube |
| 2 тур        | Зенит        | 2:0          | 465 052      | Видео на YouTube | 4 тур        | Зенит        | 1:2          | 447 672      | Видео на YouTube | 6 тур        | Факел        | 1:0          | 126 281      | Видео на YouTube |
| ¼ финала     | Динамо       | 2:1          | 77 923       | Видео на YouTube | ¼ финала     | Динамо       | 1:1          | 27 718       | Видео на YouTube | ½ финала     | ЦСКА         | 2:2          | 246 553      | Видео на YouTube |
| ½ финала     | ЦСКА         | 0:1          | 234 085      | Видео на YouTube | ½ финала     | Краснодар    | 2:2          | 308 534      | Видео на YouTube |              |              |              |              |                  |

## Призы и награды
| Лауреаты приза «Первая пятёрка» - 1 место: Сергей Пиняев - 4 место: Александр Коваленко Лучший игрок матча Премьер-лиги - Сергей Пиняев (4): Ростов (10 тур), Сочи (13), Нижний Новгород (15), Торпедо (16) - Максим Глушенков (3): Оренбург (1), Динамо (4), Ахмат (7) - Александр Коваленко (2): Факел (6), Динамо (18) - Бенхамин Гарре (2): Нижний Новгород (24), Локомотив (27) - Иван Ломаев: Локомотив (5) - Дмитрий Цыпченко: Оренбург (21) - Фернандо Костанца: Сочи (22) - Гленн Бейл: Урал (28) | Символическая сборная тура (версия «Спорт-Экспресс») - 1 тур: Максим Глушенков и Роман Ежов - 3 тур: Иван Ломаев - 15 тур: Роман Евгеньев - 16 тур: Фернандо Костанца и Сергей Пиняев - 22 тур: Фернандо Костанца - 28 тур: Гленн Бейл |

## Болельщики
| 6 самых посещаемых матчей | 6 самых посещаемых матчей | 6 самых посещаемых матчей | 6 самых посещаемых матчей | 6 самых посещаемых матчей | 6 самых посещаемых матчей | 6 самых посещаемых матчей | 6 самых посещаемых матчей | 6 самых посещаемых матчей      | 6 самых посещаемых матчей | 6 самых посещаемых матчей | 6 самых посещаемых матчей | 6 самых посещаемых матчей |
| №                         | Посещаемость              | Стадион                   | Вместимость               | Заполняемость             | Соперник                  | №                         | Посещаемость              | Стадион                        | Вместимость               | Заполняемость             | Соперник                  |                           |
| ------------------------- | ------------------------- | ------------------------- | ------------------------- | ------------------------- | ------------------------- | ------------------------- | ------------------------- | ------------------------------ | ------------------------- | ------------------------- | ------------------------- | ------------------------- |
| 1                         | 26 701                    | Газпром Арена             | 64 468                    | 41,42%                    | Зенит                     | 4                         | 16 080                    | Газпром Арена                  | 64 468                    | 24,94%                    | Зенит                     |                           |
| 2                         | 18 478                    | Краснодар                 | 34 291                    | 53,89%                    | Краснодар                 | 5                         | 13 070                    | Центральный стадион профсоюзов | 19 845                    | 65,86%                    | Факел                     |                           |
| 3                         | 18 196                    | Солидарность Самара Арена | 41 970                    | 43,35%                    | Спартак                   | 6                         | 12 222                    | Открытие Банк Арена            | 45 360                    | 26,94%                    | Спартак                   |                           |

## Тренерский состав
| Главный тренер                             | Игорь Осинькин       |
| Старший тренер                             | Сергей Булатов       |
| Тренер                                     | Михаил Семерня       |
| Тренер                                     | Арсен Папикян        |
| Тренер по работе с вратарями               | Виктор Гаус          |
| Тренер по физподготовке                    | Владимир Зеленовский |
|                                            |                      |
| Главный тренер молодёжной команды          | Дмитрий Шуков        |
| Старший тренер молодёжной команды          | Владимир Филиппов    |
| Тренер молодёжной команды                  | Михаил Володин       |
| Тренер по физподготовке молодёжной команды | Василий Мазур        |

## Молодёжная команда
Молодёжная футбольная лига.
Первый этап (группа А, предварительный этап). 2022
| Поз | Команда         | И  | В | Н | П  | МЗ | МП | РМ  | О  | Квалификация или выбывание |
| --- | --------------- | -- | - | - | -- | -- | -- | --- | -- | -------------------------- |
| 5   | Урал            | 18 | 6 | 6 | 6  | 29 | 28 | +1  | 24 | Выход в Группу «I»         |
| 6   | Нижний Новгород | 18 | 5 | 5 | 8  | 20 | 32 | −12 | 20 | Выход в Группу «II»        |
| 7   | Крылья Советов  | 18 | 4 | 4 | 10 | 24 | 31 | −7  | 16 | Выход в Группу «II»        |
| 8   | Мастер-Сатурн   | 18 | 4 | 3 | 11 | 19 | 46 | −27 | 15 | Выход в Группу «II»        |
| 9   | Торпедо         | 18 | 3 | 6 | 9  | 15 | 28 | −13 | 15 | Выход в Группу «II»        |

Матчи
| дата месяц  | 15   | 22   | 26   | 29   | 5      | 12     | 19     | 26     | 2        | 9        | 16       | 30       | 7       | 14      | 21      | 29      | 4      | 11     |
| дата месяц  | июль | июль | июль | июль | август | август | август | август | сентябрь | сентябрь | сентябрь | сентябрь | октябрь | октябрь | октябрь | октябрь | ноябрь | ноябрь |
| ----------- | ---- | ---- | ---- | ---- | ------ | ------ | ------ | ------ | -------- | -------- | -------- | -------- | ------- | ------- | ------- | ------- | ------ | ------ |
| место матча | Д    | Д    | Д    | В    | Д      | В      | Д      | В      | Д        | В        | В        | В        | Д       | В       | Д       | В       | В      | Д      |
| соперник    | СТР  | МАС  | УРА  | ТОР  | ЗЕН    | ЦСК    | ОРЕ    | СПА    | НН       | СТР      | МАС      | УРА      | ТОР     | ЗЕН     | ЦСК     | ОРЕ     | НН     | СПА    |
| счёт        | 0:3  | 5:1  | 1:2  | 1:0  | 2:3    | 0:0    | 3:0    | 1:2    | 2:2      | 1:2      | 2:3      | 3:3      | 0:0     | 1:3     | 0:4     | 1:0     | 0:1    | 1:2    |
| место       | 10   | 5    | 7    | 5    | 5      | 5      | 5      | 5      | 7        | 7        | 7        | 7        | 7       | 7       | 7       | 7       | 7      | 7      |

Второй этап (группа II, турнир за 11-20 места). 2023
| Поз | Команда         | И  | В  | Н | П | МЗ | МП | РМ  | О  |
| --- | --------------- | -- | -- | - | - | -- | -- | --- | -- |
| 2   | Ахмат           | 18 | 10 | 4 | 4 | 32 | 22 | +10 | 34 |
| 3   | Академия Кубань | 18 | 9  | 5 | 4 | 32 | 18 | +14 | 32 |
| 4   | Крылья Советов  | 18 | 7  | 6 | 5 | 28 | 21 | +7  | 27 |
| 5   | Нижний Новгород | 18 | 6  | 7 | 5 | 22 | 24 | −2  | 25 |
| 6   | Химки           | 18 | 7  | 3 | 8 | 23 | 26 | −3  | 24 |

Матчи
| дата месяц  | 10   | 17   | 31   | 7      | 14     | 21     | 28     | 5   | 12  | 19  |
| дата месяц  | март | март | март | апрель | апрель | апрель | апрель | май | май | май |
| ----------- | ---- | ---- | ---- | ------ | ------ | ------ | ------ | --- | --- | --- |
| место матча | В    | Д    | В    | Д      | В      | Д      | В      | Д   | В   | Д   |
| соперник    | АХМ  | ФКЛ  | СОЧ  | КУБ    | ХИМ    | СОЧ    | ФКЛ    | АХМ | КУБ | ХИМ |
| счёт        | 2:2  | 0:0  | 2:1  | 2:2    | 1:0    | 1:1    | 2:0    | 0:3 | 1:4 | 3:1 |
| место       | 14   | 14   | 13   | 12     | 14     | 14     | 14     | 16  | 16  | 14  |

## Экипировочный, титульные и прочие спонсоры на футболках
| - Puma — экипировочный спонсор - Букмекерская компания «Фонбет» — генеральный беттинг партнёр - ЦНИИАГ — титульный партнёр зимних сборов | - «Wildberries» — титульный партнёр - «Gold'n Apotheka» — оборотный спонсор - КБМ — титульный партнёр | - Банк «Солидарность» — оборотный спонсор - Самарская область — оборотный спонсор |